# Radiocommunication de catastrophe
Les radiocommunications de catastrophe jouent un rôle capital déterminant à tous les stades de la gestion des catastrophes.
Dans certains cas, lorsque l'infrastructure des télécommunications est entièrement détruite, seuls les radiocommunications d’urgence et de catastrophe peuvent être utilisés pour les opérateurs des secours.

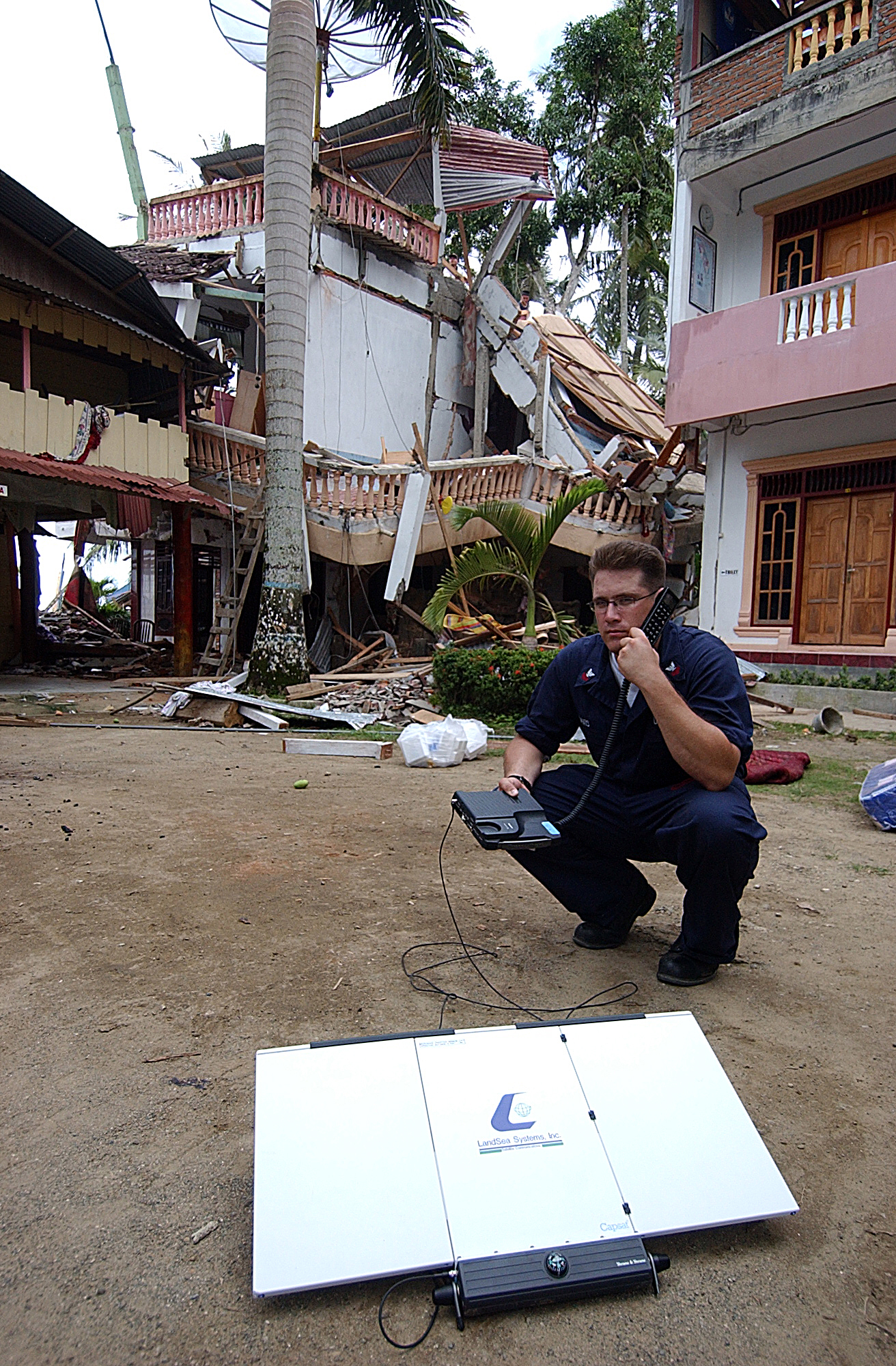
Téléphone portable par satellite.

## Principes techniques
Les radiocommunications des secours en cas d'urgence et de catastrophe.
Lors d'une catastrophe, l'aide humanitaire médicale et des secouristes intervenant en pays étranger peuvent utiliser pleinement les outils de radiocommunication qui permettent de sauver des vies sans être de l'ingérence humanitaire. La Convention de Tampere demande aux états signataires (dont la France,) de supprimer les obstacles réglementaires à l'utilisation des stations de télécommunications,,.
Ces obstacles comprennent :
- l'obligation de licence pour l'utilisation des fréquences[10] ;
- les restrictions à l'importation d'équipements ;
- les dispositions limitant les mouvements du personnel humanitaire.

## Internet mobile

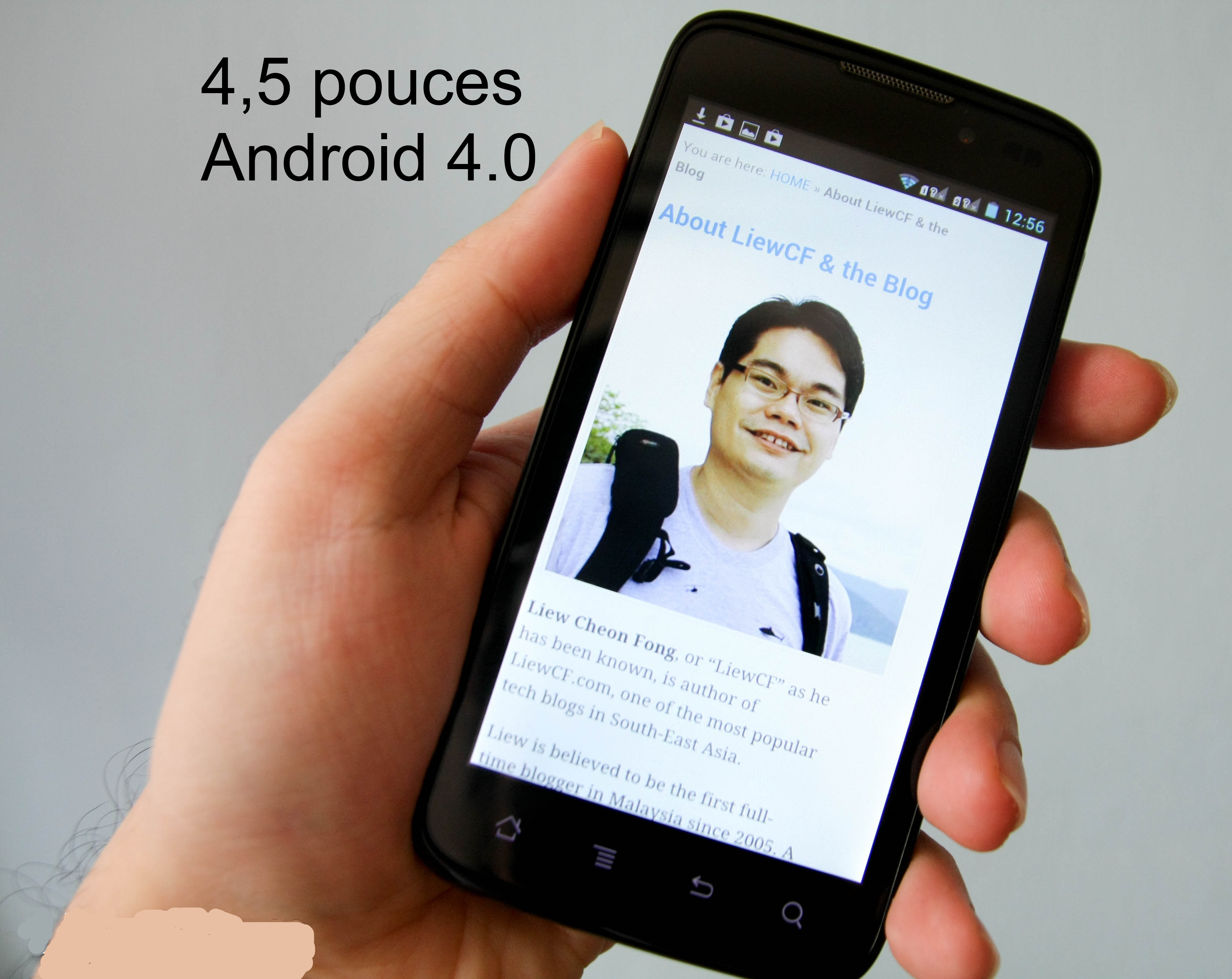
Un mobile multifonction en mode dialogue.

Un téléphone portable (en France) ou téléphone valise (en France) ou téléphone transportable (Règlement des radiocommunications de l'UIT) est un téléphone fonctionnant avec une installation démontable pour être déplacée et puis installée pour être utilisée dans des conditions normales durant des haltes à l'intérieur des limites géographiques d'un pays ou d'une zone. Le téléphone portable ne fonctionne pas durant le déplacement. Le règlement des radiocommunications de l'UIT définit: le téléphone transportable ne peut être utilisé qu'en des points fixes.
Un téléphone mobile ou un mobile multifonction, est un téléphone fonctionnant dans des conditions normales durant le déplacement ou pendant des haltes en des points non déterminés, et sans réaliser d'installation, à l'intérieur des limites géographiques d'un pays ou d'une zone.
Les capacités opérationnelles de ces moyens de télécommunications terrestres par fil ou par ondes terrestres sont dépendants des réseaux détruits ou en service pouvant être surchargés.
L'internet mobile est l'ensemble des technologies destinées à accéder à Internet au-delà des stations de travail et des PC fixes et de les rendre accessibles au moyen de terminaux mobiles et de réseaux mobiles.
 les réseaux sociaux généraux (type Facebook).
La messagerie instantanée en ligne permet l’échange instantané de messages textuels et de fichiers entre plusieurs personnes par l'intermédiaire de Smartphones, d’ordinateurs connectés au même réseau informatique.

Contrairement au courrier électronique, ce moyen de communication permet de conduire un dialogue interactif.
Le courrier électronique, e-mail, mail est un service de transmission de messages écrits et de documents envoyés électroniquement via un réseau informatique dans la boîte aux lettres électronique d’un destinataire disposant d’une adresse électronique et d'un client de messagerie ou d’un webmail. le destinataire est choisi par l’émetteur.

## Radio-télécommunication par satellite

### Satellites artificiels

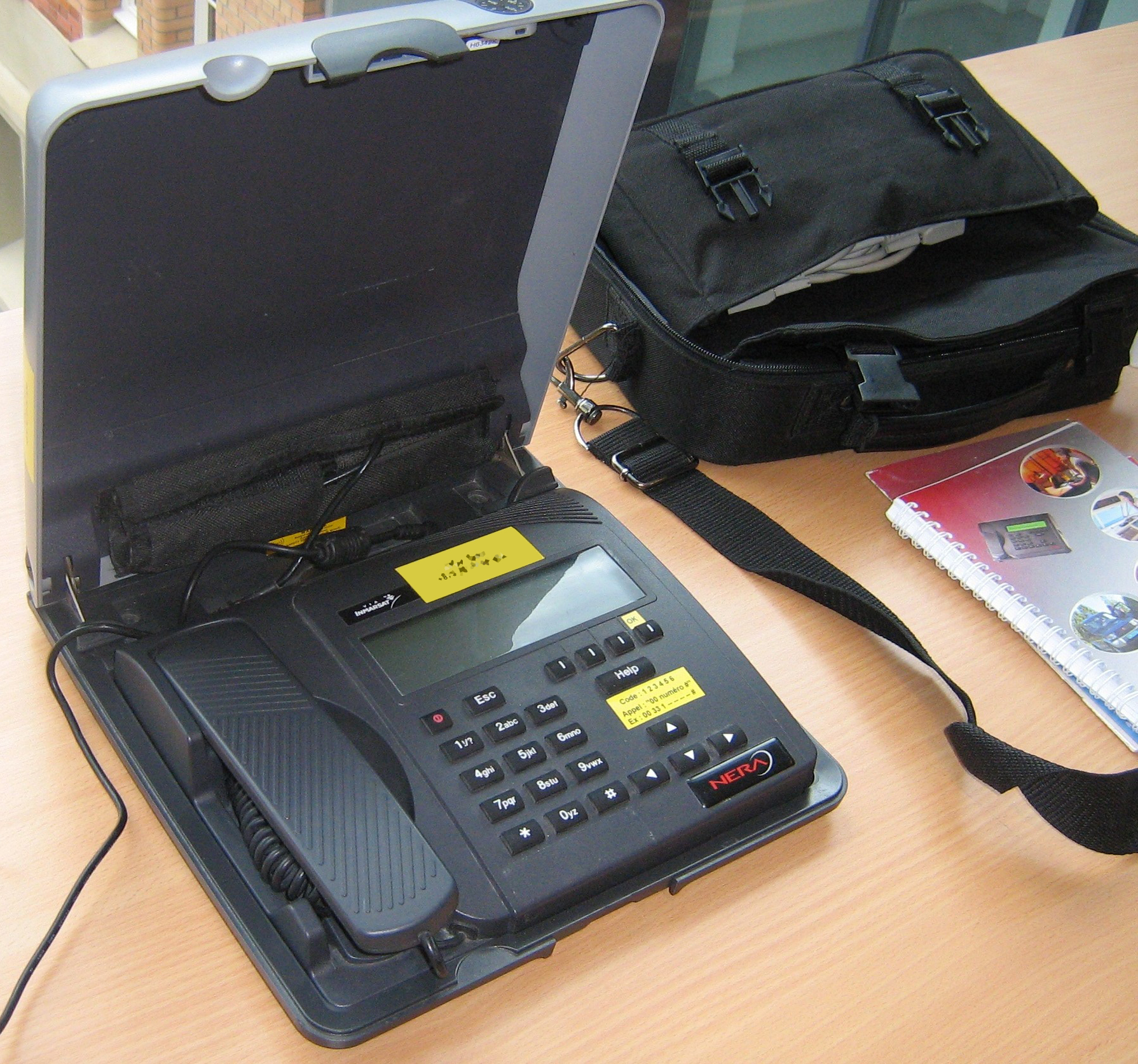
téléphone portable
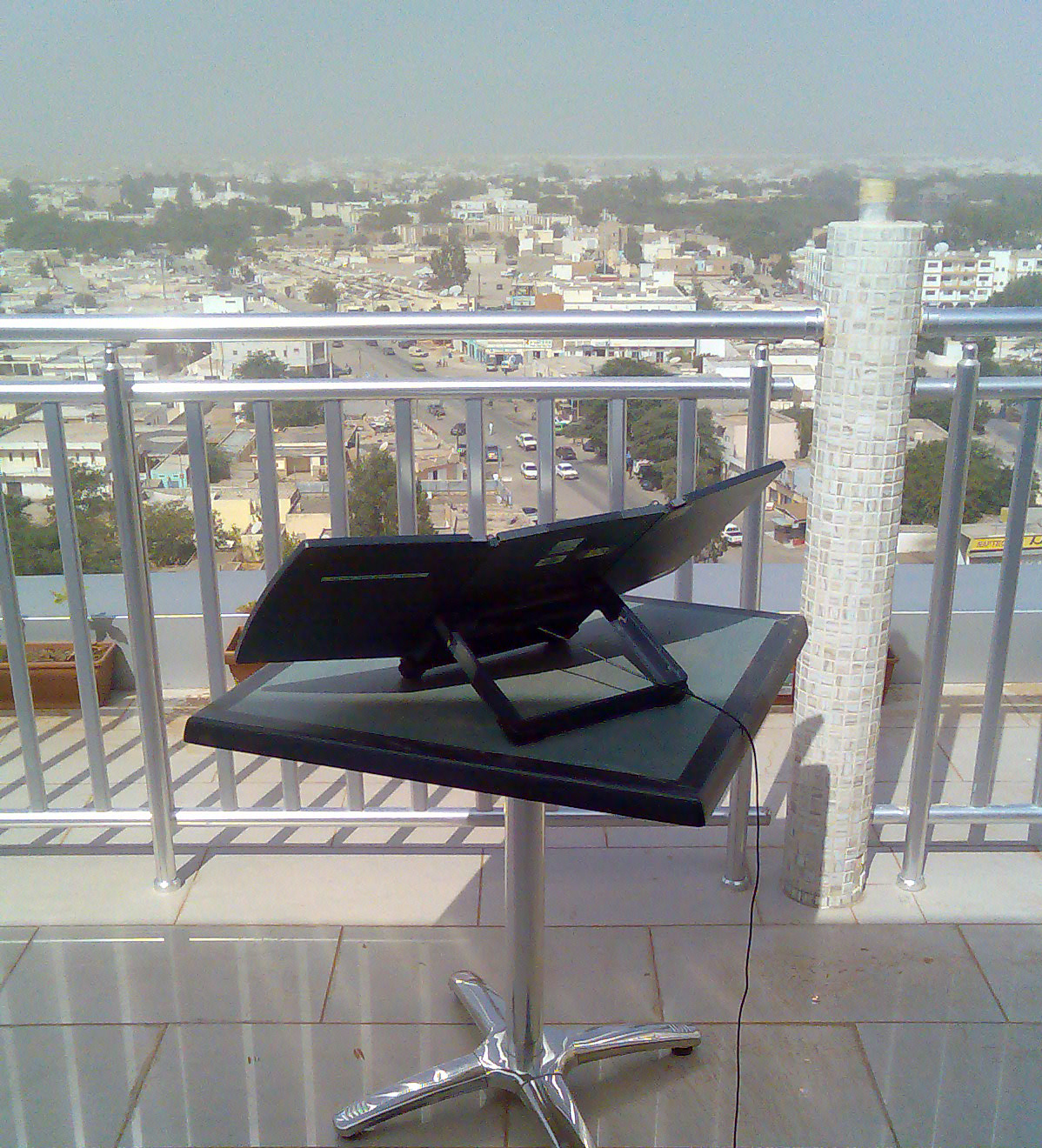
téléphone portable
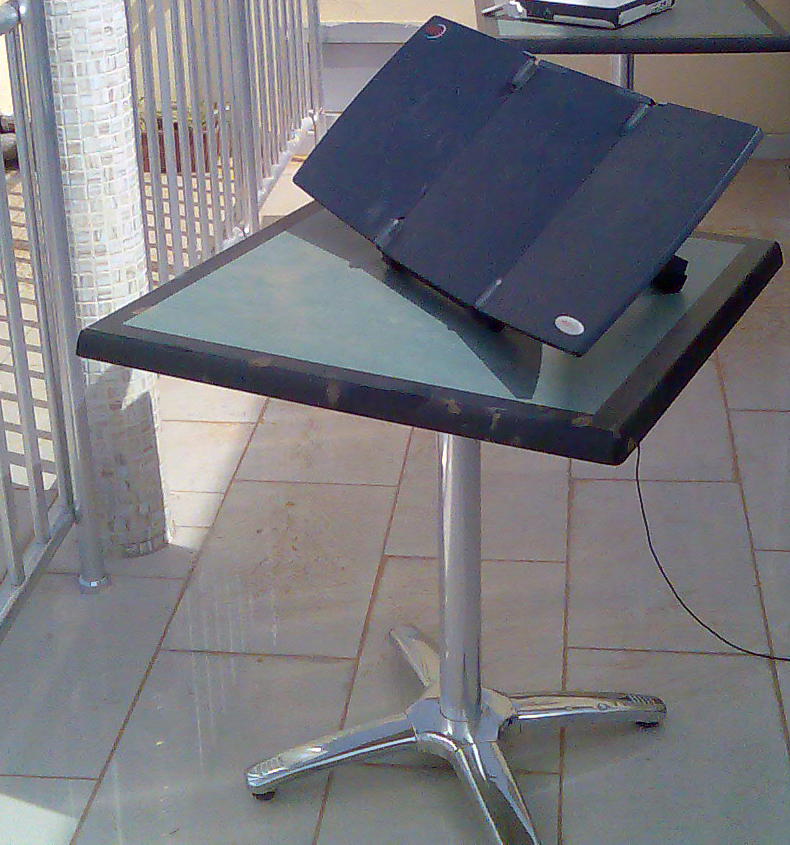
téléphone portable
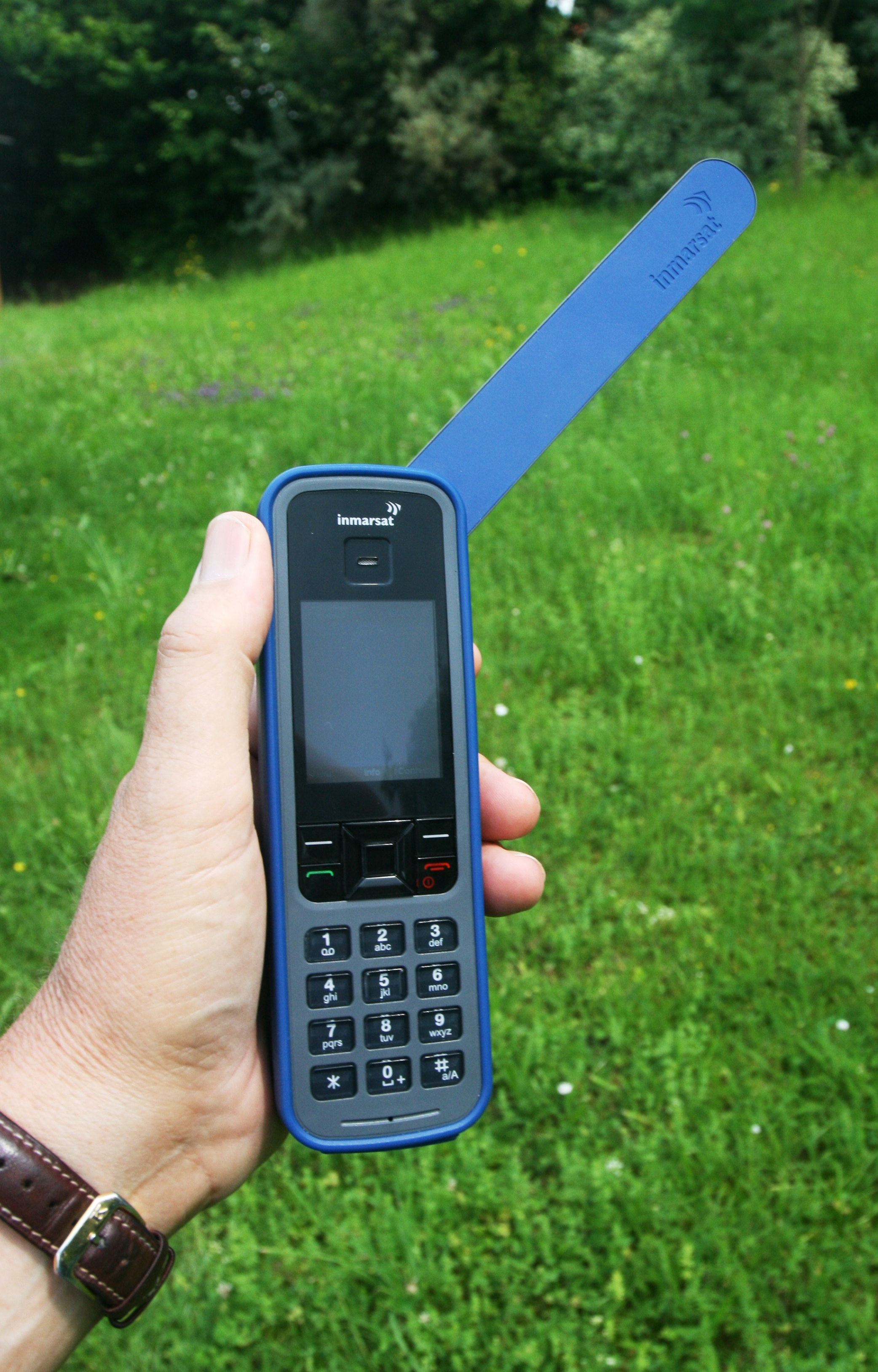
téléphone mobile
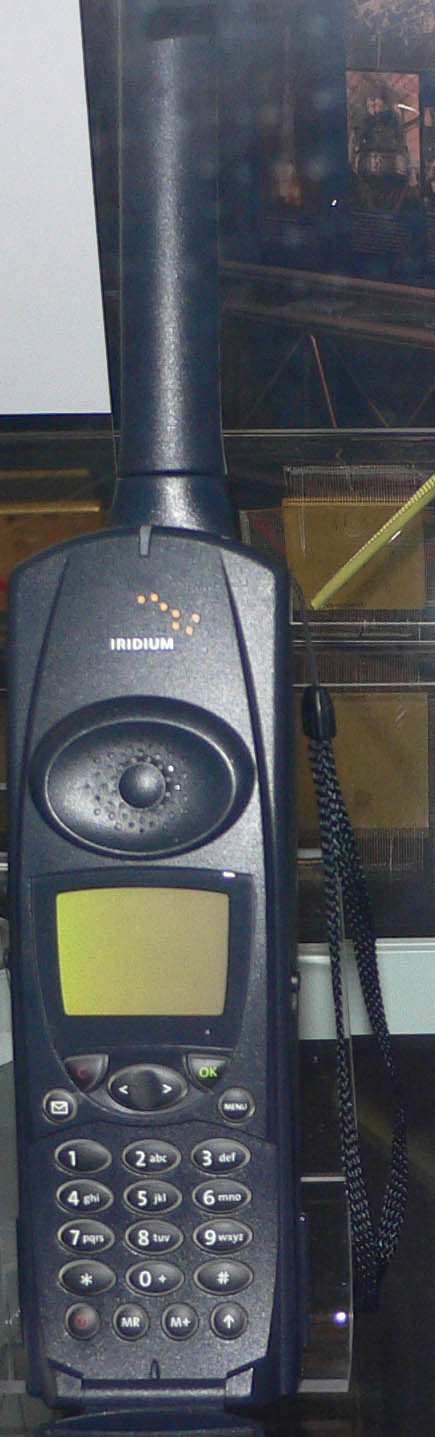
téléphone mobile

Relais par satellite

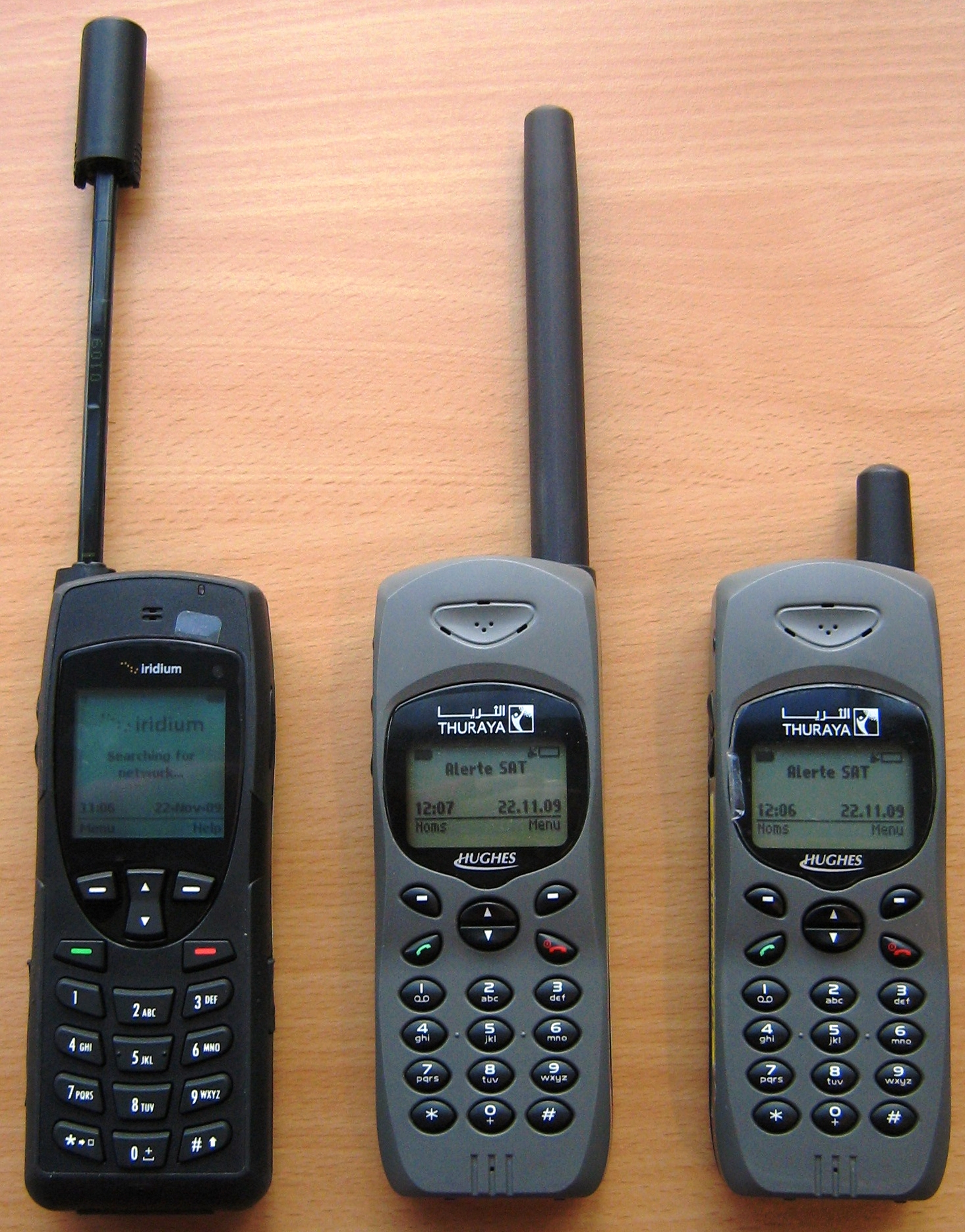
Téléphones mobiles par satellite

La Téléphonie par satellite utilise les satellites de télécommunications insensibles aux tremblements de Terre, inondations, tempêtes et autres risques majeurs qui peuvent détruire les moyens de télécommunications terrestres par fil ou par ondes.
La Téléphonie par satellite est actuellement utilisée principalement par les journalistes, les organisateurs de rallyes ou d'expéditions, les navigateurs, les secouristes et les militaires.

Il existe plusieurs réseaux par satellites :
- Thuraya est un système de téléphone satellitaire couvrant principalement le Moyen-Orient, l'Afrique, l'Europe de l'Ouest, l'Asie et l'Australie. Le système permet des télécommunications en voix, données et SMS. Les services fournissent également du GmPRS pour l'accès direct à Internet. Plusieurs modèles permettent la connexion en premier choix par les réseaux GSM, sans réseaux GSM trouvé, la connexion est par satellite. Les appareils acceptent les cartes SIM de GSM d'autres réseaux, le propriétaire de la carte GSM étant dans ce cas facturé par son opérateur.
- Globalstar à couverture mondiale via une constellation de 48 satellites en orbite terrestre basse à 1414 kilomètres, destiné à la téléphonie et aux transferts de données à bas débit.
- Iridium est un système global de communications utilisant une constellation de satellites défilants en orbite terrestre basse. Il permet de communiquer sur toute la Terre entre des terminaux mobiles, terrestres ou maritimes, et des fournisseurs d'accès. Des canaux de téléphonie et de données sont disponibles, à partir de terminaux portables ou fixes.
- GSM Satellite est une extension de la norme de téléphonie mobile GSM autorisant les communications par satellite à moindre coût en comparaison aux autres solutions satellite existantes.
- Inmarsat (International maritime satellite) se trouve à 35 786 km d'altitude en orbite géostationnaire couvrant la zone entre les latitudes 70° Nord et 70° Sud c'est-à-dire ne couvrant pas l’Arctique et l’Antarctique (zone polaire), opère quatre satellites assurant les fonctions téléphonie, données, télex et télécopie par l'intermédiaire de 37 stations terrestres. Plusieurs systèmes sont disponibles :
Inmarsat B (premier système numérique) et (remplace l'Inmarsat A système analogique par modulation de fréquence)
Inmarsat C (en texte uniquement) et Mini-C 
Inmarsat M et Mini-M 
Fleet 33, Fleet 55, Fleet 77[12]
BGAN par un de réseau par 3 satellites s'inspire du GSM 3G par le système mobile packet data de 432kb/s par canal.

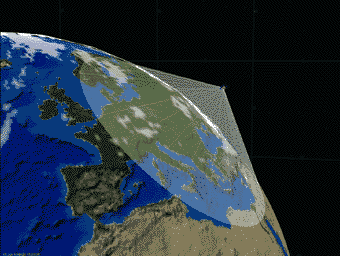
Satellite en vue des stations au sol.

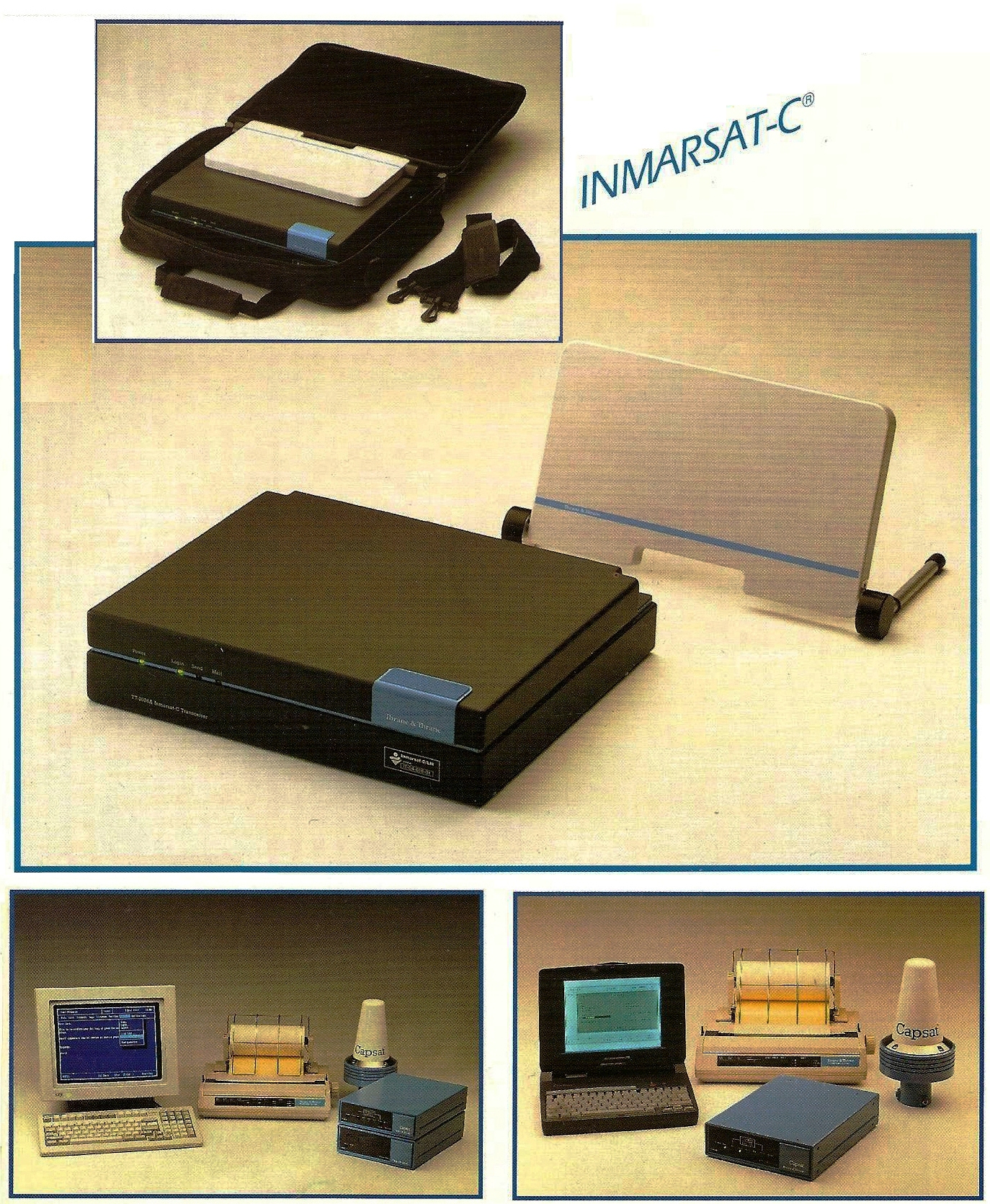
Valise INMARSAT C

La valise Inmarsat C (en texte uniquement) est pour gérer :
- la position de la station valise INMARSAT C (et du bateau) ;
- le déroulement d'une campagne de pêche, d'une course au large) ;
- le déroulement d'un plan d'urgence ;
- les informations d'assistance technique ;
- les informations météorologiques ;
- les messageries électroniques ;
- les télex ;
- les Fax, Document, Fax Internet ;
- Safetynet et Fleetnet ;
- SMS texte ;
- SMDSM ;
- information de sécurité.

| Fréquences en MHz | Utilisations                              |
| ----------------- | ----------------------------------------- |
| 1626,5 à 1646,5   | valise Inmarsat C vers satellite Inmarsat |
| 1530 à 1545       | satellite Inmarsat vers valise Inmarsat C |

### Liaison EME
- Les radiocommunications EME par réflexion sur la Lune[15],[16] peuvent être utilisées en cas de panne des satellites artificiels de télécommunications. 
Les stations radios sur la Terre doivent voir la Lune en même temps pour communiquer et utiliser une puissance apparente rayonnée radioélectrique de l'ordre du 1 MW.
- Les communications par les satellites artificiels de télécommunications ont progressivement révolutionné le trafic par réflexion sur la Lune en radiotélétype[17].

## Liaisons de faible capacité HF et MF

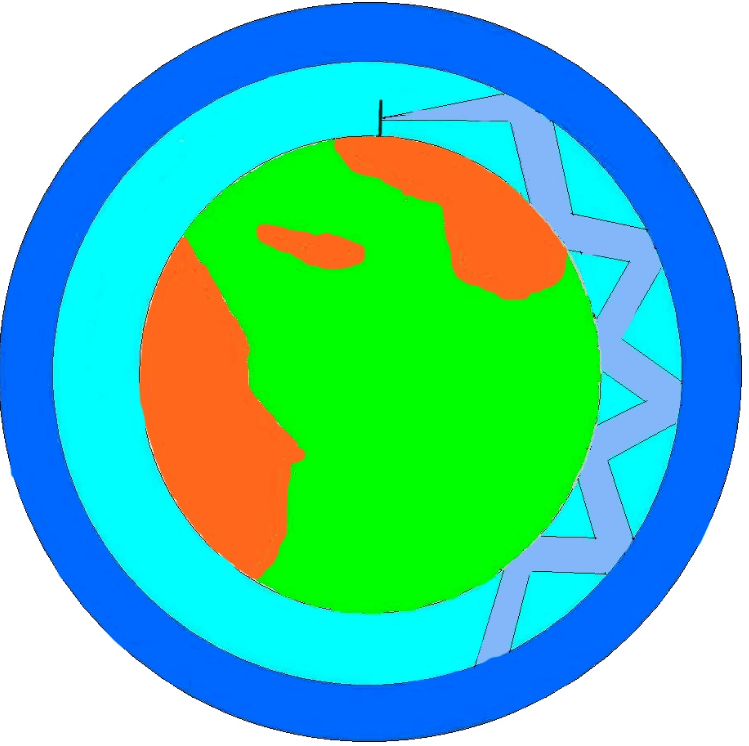
La propagation par onde réfléchie entre ciel et terre.

En raison de l'utilisation d'équipement de type Haute fréquence, les liaisons réseaux intercontinentales, continentales et nationales sont de faible capacité car l’envoi d’une image détaillé ou d’une photo couleur demande plusieurs minutes de transmission radio. Les ondes décamétriques se propagent par réflexions successives entre le sol ou la mer et les couches ionisées.
Elles peuvent ainsi être reçues à une grande distance de l'émetteur, même lorsque la courbure de la surface terrestre empêche une liaison en vue directe entre la station émettrice et la station réceptrice.

### Radiocommunications intercontinentales
Caractéristiques des bandes de fréquences utilisées pour les communications intercontinentales par réflexion sur les couches E, F, F1 et F2 :
- de 6 MHz à 10 MHz, ce sont des bandes nocturnes
 pour lesquelles la réception n’est possible à grande distance que lorsqu’il fait nuit entre les lieux d’émission et de réception ;
- de 10 MHz à 15 MHz, ce sont des bandes mixtes
 pour lesquelles les meilleures réceptions sont lorsque l’émetteur est dans le jour et le récepteur dans la nuit, ou inversement ;
- de 15 MHz à 23 MHz, ce sont des bandes diurnes
 pour lesquelles les meilleures réceptions à grande distance sont lorsque le parcours entre l’émetteur et le récepteur est éclairé par le soleil ;
- au-delà de 23 MHz, ce sont des bandes de propagation occasionnelle à grande distance, a lieu de temps en temps, 
avec régulièrement des radiocommunications à grande distance durant 3 ans tous les 11 ans en fonction du cycle solaire au maximum[20].

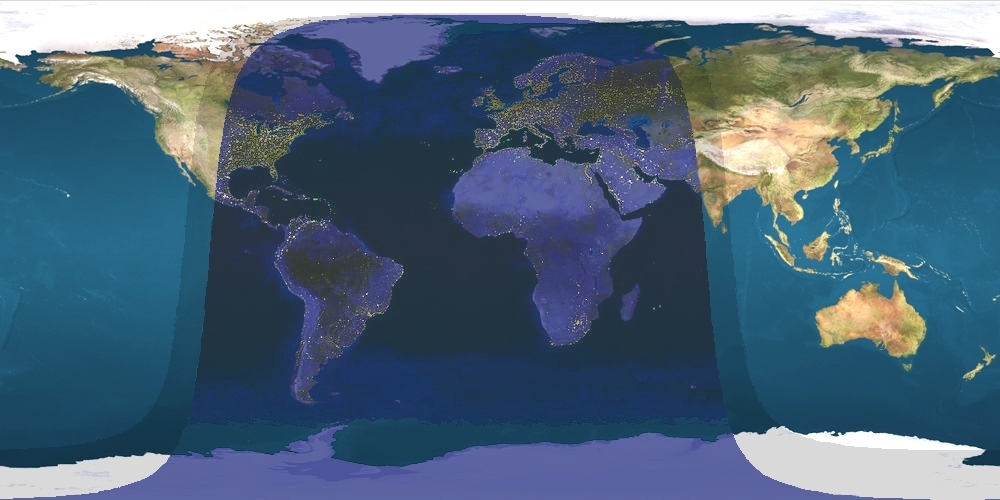
Exemple de parcours nocturnes et éclairé par le soleil à 01h UTC
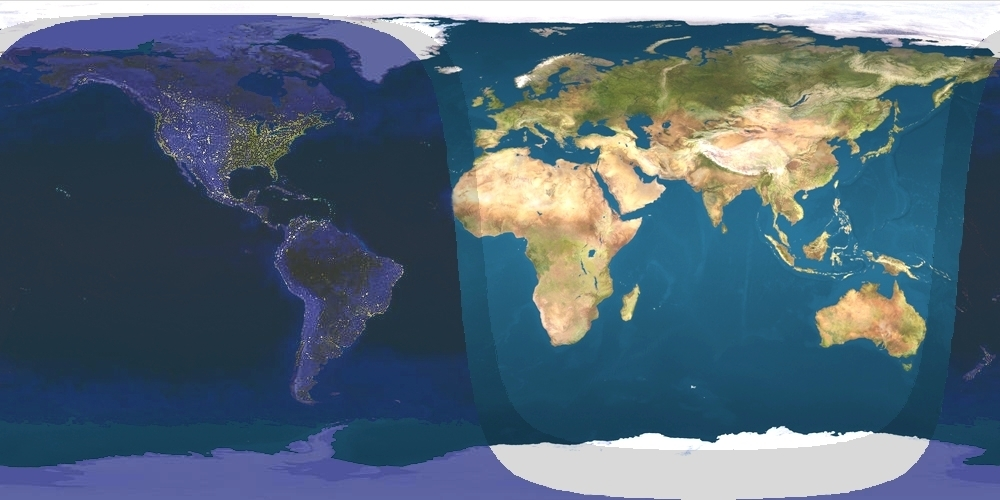
Exemple de parcours nocturnes et éclairé par le soleil à 07h UTC
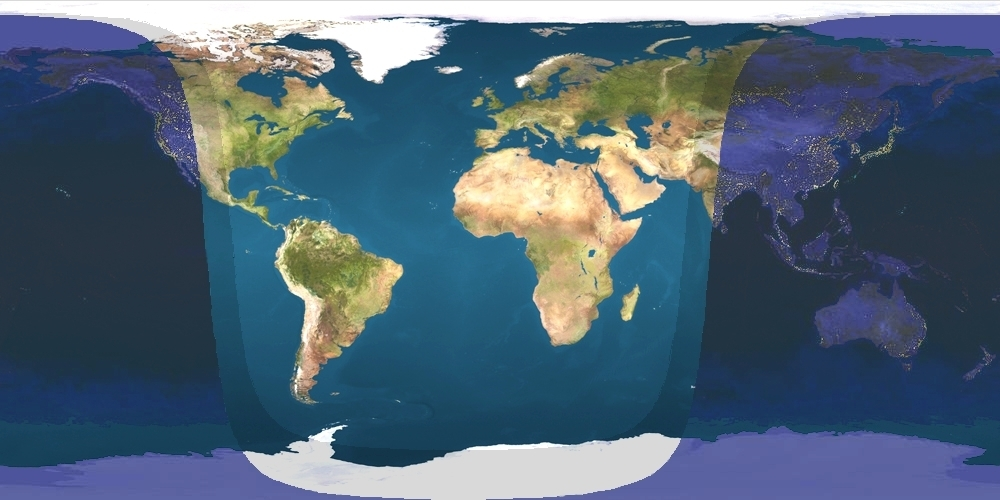
Exemple de parcours nocturnes et éclairé par le soleil à 13h UTC
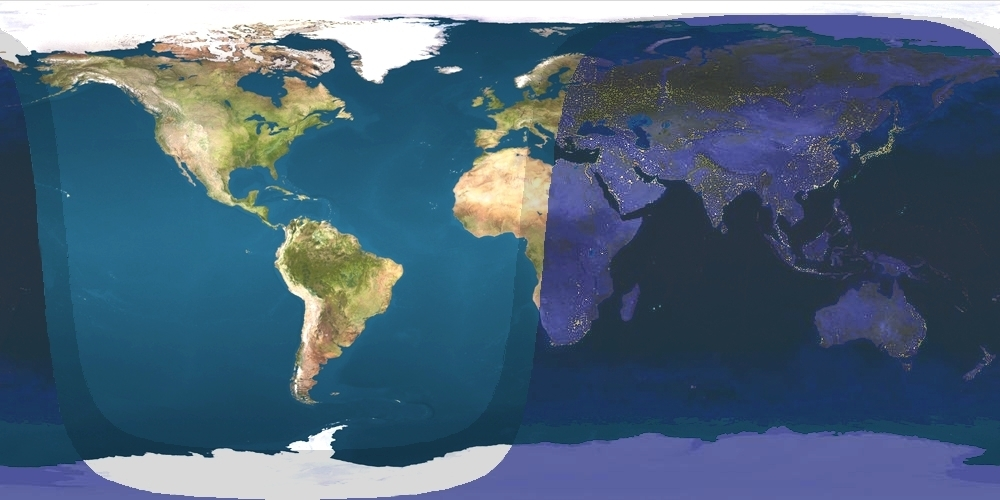
Exemple de parcours nocturnes et éclairé par le soleil à 17h UTC
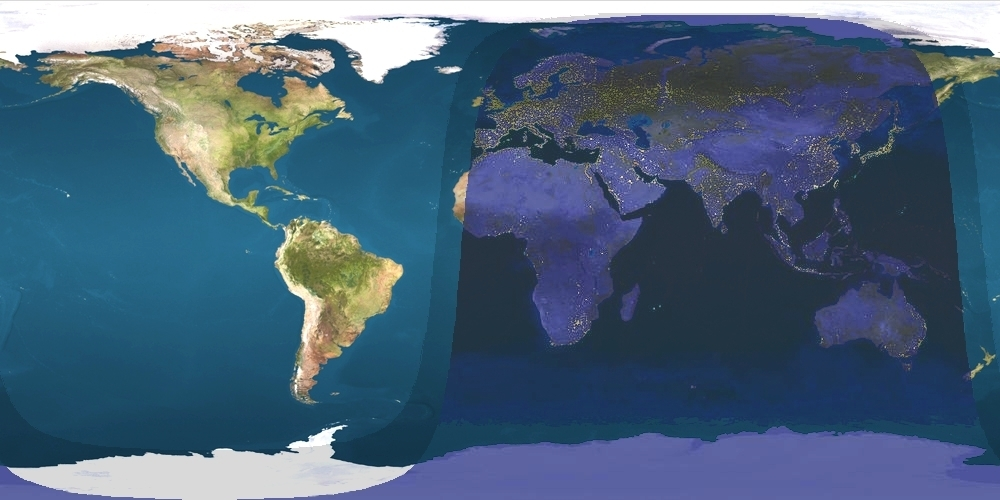
Exemple de parcours nocturnes et éclairé par le soleil à 19h UTC
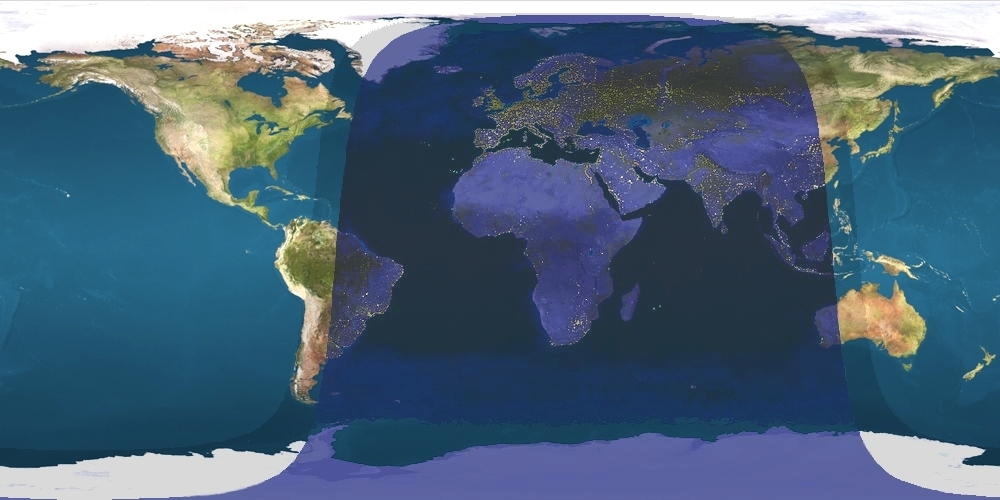
Exemple de parcours nocturnes et éclairé par le soleil à 22h UTC

Pour obtenir la carte actualisée de la Terre.

### Radiocommunications continentales et nationales
Concernant les communications continentales et nationales par réflexion sur les couches E, F, F1, on peut résumer :
- de nuit : bandes de 3 MHz à 9 MHz ;
- de jour : bandes de 5 MHz à 16 MHz.

### Radiocommunications régionales et départementales
Liaisons de faible capacité (équipement du type moyenne fréquence ou haute fréquence) pour les radiocommunications régionales et départementales.
En résumé :
- de nuit : bande 0,3 MHz à 5 MHz en Europe, bande 2 MHz à 6 MHz sous les tropiques ;
- de jour : bande 0,3 MHz à 8 MHz en Europe, bande 4 MHz à 12 MHz sous les tropiques.

### Moyenne fréquence et haute fréquence (MF et HF)

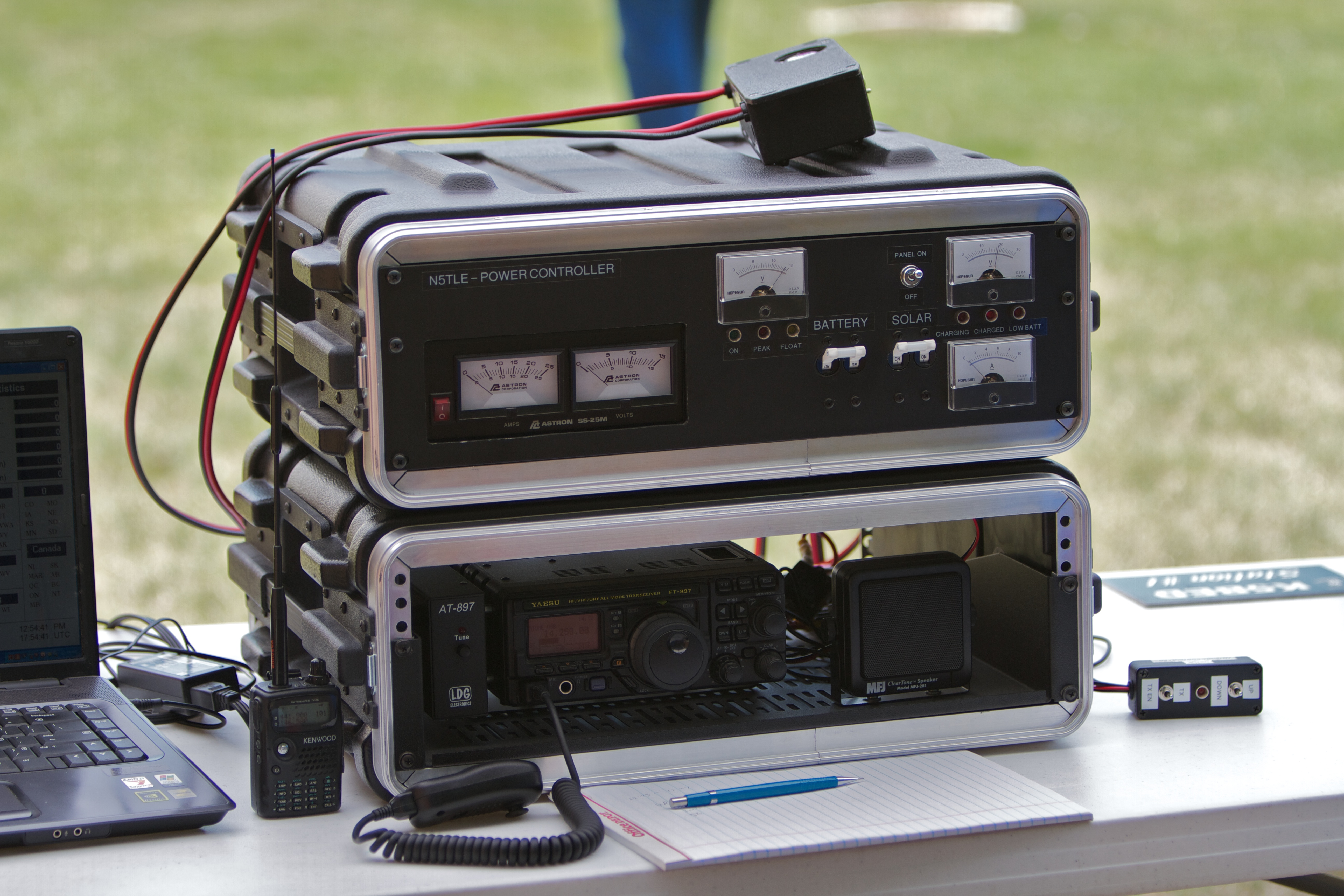
Robuste émetteur-récepteur HF radiotéléphonique.

Liaisons de faible capacité de radiocommunication du type A :
Les émetteurs-récepteurs sont conçus pour ce type de communications. Les équipements doivent être transportables, à ondes hectométriques et décamétriques et à semi-conducteurs pour des raisons de fiabilité et de consommation d'énergie. En outre, ils sont prévus pour se mettre hors circuit automatiquement lorsqu'ils ne sont pas utilisés afin d'économiser les batteries et limiter les risques de brouillage. 

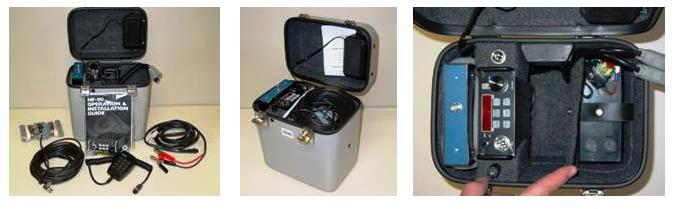
Station Q-MAC transportable pour les catastrophes avec antenne, émetteur de 30 W, boîte de couplage, accumulateur 12 V / 7 A.

Par exemple, une station terminale de 100 W à bande latérale unique (BLU) à semi-conducteurs et fonctionnant dans une bande limitée, par exemple entre 2 MHz et 8 MHz, et équipée d'une antenne fouet de 2 m, peut avoir une portée de 250 km suivant les conditions météorologiques, de propagation et de relief de terrain.

Le système, exploité en mono-fréquence tactique, avec un synthétiseur de fréquences pour assurer un choix rapide et étendu de fréquences en présence de brouillage et pour faciliter l'établissement de la liaison en cas d'urgence, doit pouvoir permettre une autonomie de 24 heures à partir d'une batterie standard (en supposant que l'émetteur ne soit pas employé de façon intensive). On peut charger la batterie à partir d'une génératrice montée sur un véhicule et tous les éléments peuvent être transportés à la main en terrain difficile.

### Secours en cas d'urgence et de catastrophe

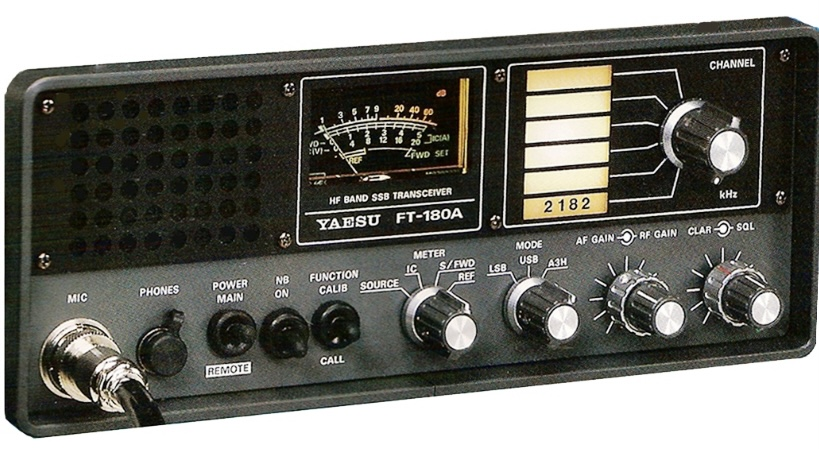
Émetteur-récepteur radiotéléphonique de catastrophe sur les bandes MF et HF.

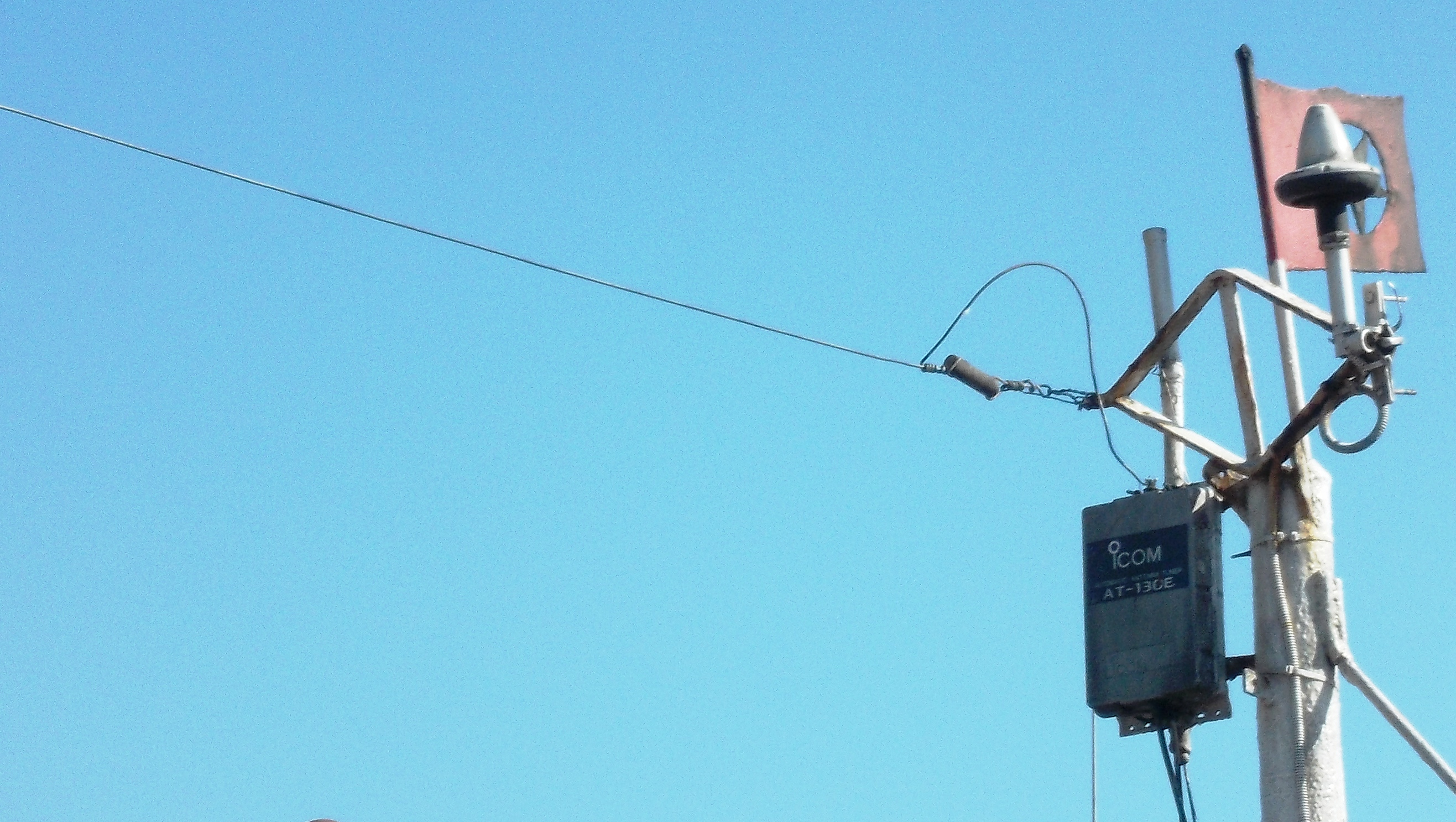
Antenne filaire 1.6 MHz à 26 MHz avec la boîte de couplage automatique

Sur 2 182 kHz des essais de radio-télécommunication de catastrophe ont donné une portée de 250 km avec un émetteur de 60 W et une antenne mono-pôle (fil unique) de 7 à 10 mètres alimentée par une boîte de couplage automatique.

### NVIS
Il s'agit de la propagation ionosphérique des ondes radioélectriques avec une incidence quasi verticale en direction du ciel. Ce mode de propagation est utilisé pour des radiocommunications locales et régionales dans les bandes de 1,6 à 12 MHz à l’intérieur d’une zone arbitraire de 250 km autour de l'émetteur et sans zone de silence. Car l'onde arrive du ciel quel que soit le relief, on peut pratiquer le NVIS depuis le fond d'une vallée. Le NVIS est utilisé pour les radio-télécommunications de secours en cas d'urgence et de catastrophe sur une panne de réseau VHF et UHF.

## Antennes

### Antenne adaptée au NVIS
Une antenne horizontale disposée seulement à quelques mètres au-dessus du sol est bien adaptée à la propagation en direction du ciel. L'antenne NVIS peut être constituée par un dipôle tendu et placé à quelques mètres au-dessus d'un réseau de réflecteurs au niveau du sol.

### Antenne transportable
Dans cette application, l'antenne est démontable et remontable à volonté, le déplacement s'effectuant avec l'antenne démontée. 

Ces antennes horizontales sont accordées par une boîte de couplage dans les bandes de 1,6 à 12 MHz et fonctionnent en monopôle ou en dipôle. Elles sont érigées seulement à quelques mètres au-dessus du sol, avec, éventuellement un sol artificiel métallique ou un fil de masse.

### Antenne de véhicule terrestre

Antenne de toit monopôle en NVIS sur un véhicule automobile.

Pour les véhicules, l'antenne est plus courte, fixée sur le pare-chocs :
- soit l'antenne est courbée au-dessus du véhicule et couplée en monopôle, l'antenne fonctionnant en fil monopôle ;
- soit l'antenne est courbée au-dessus du sol, l’antenne est fixée sur le pare-chocs arrière et érigée en arrière au-dessus du sol, le fouet et le véhicule sont alors couplés en dipôle.

Cette antenne horizontale a son lobe de rayonnement principal quasi vertical en direction du ciel.

La boîte de couplage automatique a une forte réactance inductive.

Pour permettre à la boîte de couplage automatique de faire son accord lors d'une prise d'écoute sur une fréquence en BLU, l'opérateur radio doit appuyer cinq secondes sur la touche « Tune » de l'émetteur ou siffler cinq secondes dans le microphone.

## Radiodiffusion de catastrophe

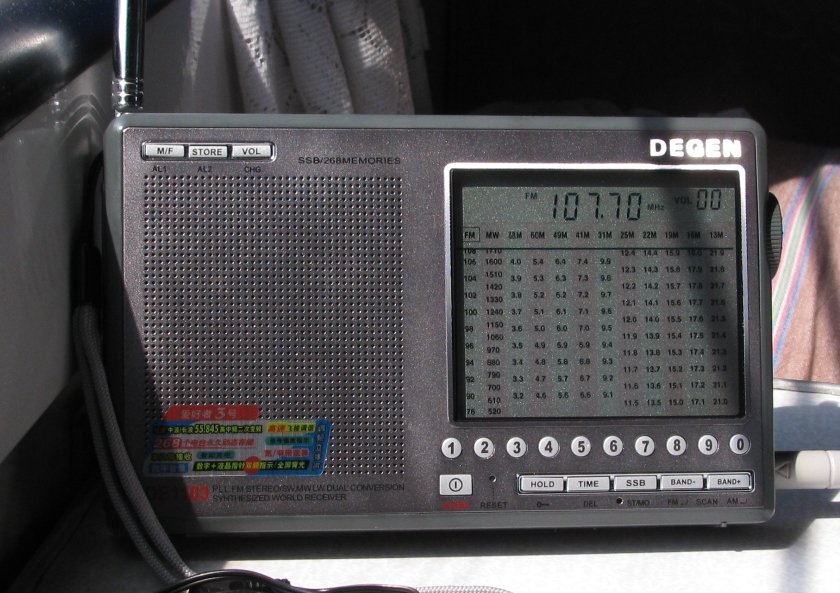
Récepteur de radiodiffusion mondiale AM SSB (USB LSB) et bandes GO, PO, FM.

La radiodiffusion internationale sur ondes courtes pour les secours en cas de catastrophe est l'émission radio destinées à être reçues directement par le public en général et s'applique à la fois à la réception individuelle et à la réception communautaire pour les diffusions d'urgence dans les bandes d'ondes décamétriques (HF). Ce service peut comprendre des émissions sonores ou d'autres genres d'émission,,.
Des stations de radiodiffusion pour les secours en cas de catastrophe sont reçues sur les fréquences : 5 910 kHz, 7 400 kHz, 9 430 kHz, 11 840 kHz, 13 620 kHz, 15 650 kHz, 17 500 kHz, 18 950 kHz, 21 840 kHz, 26 010 kHz.

## VHF-UHF

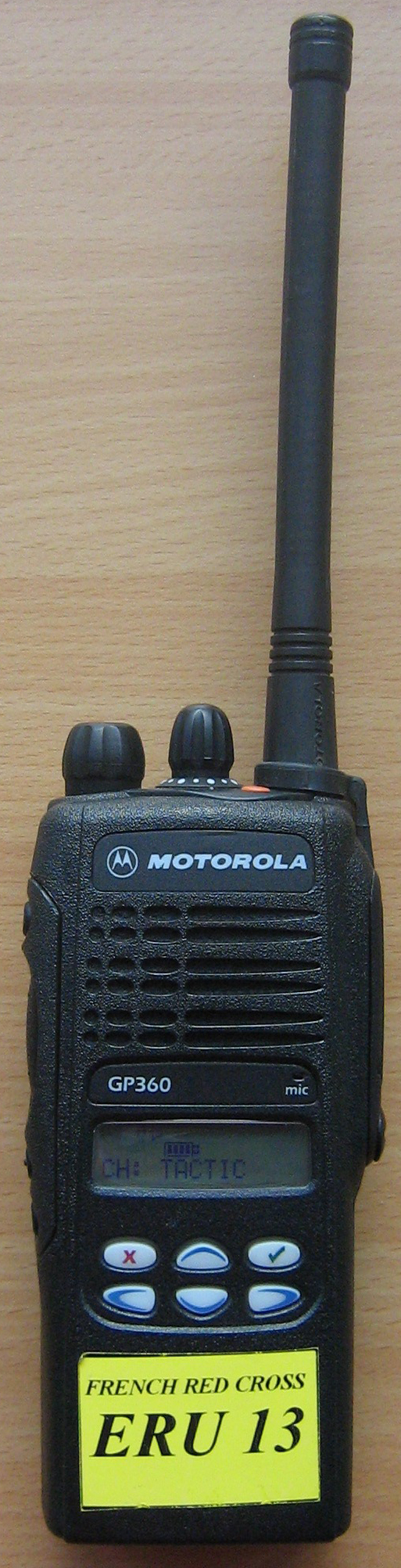
Talkie-walkie VHF.

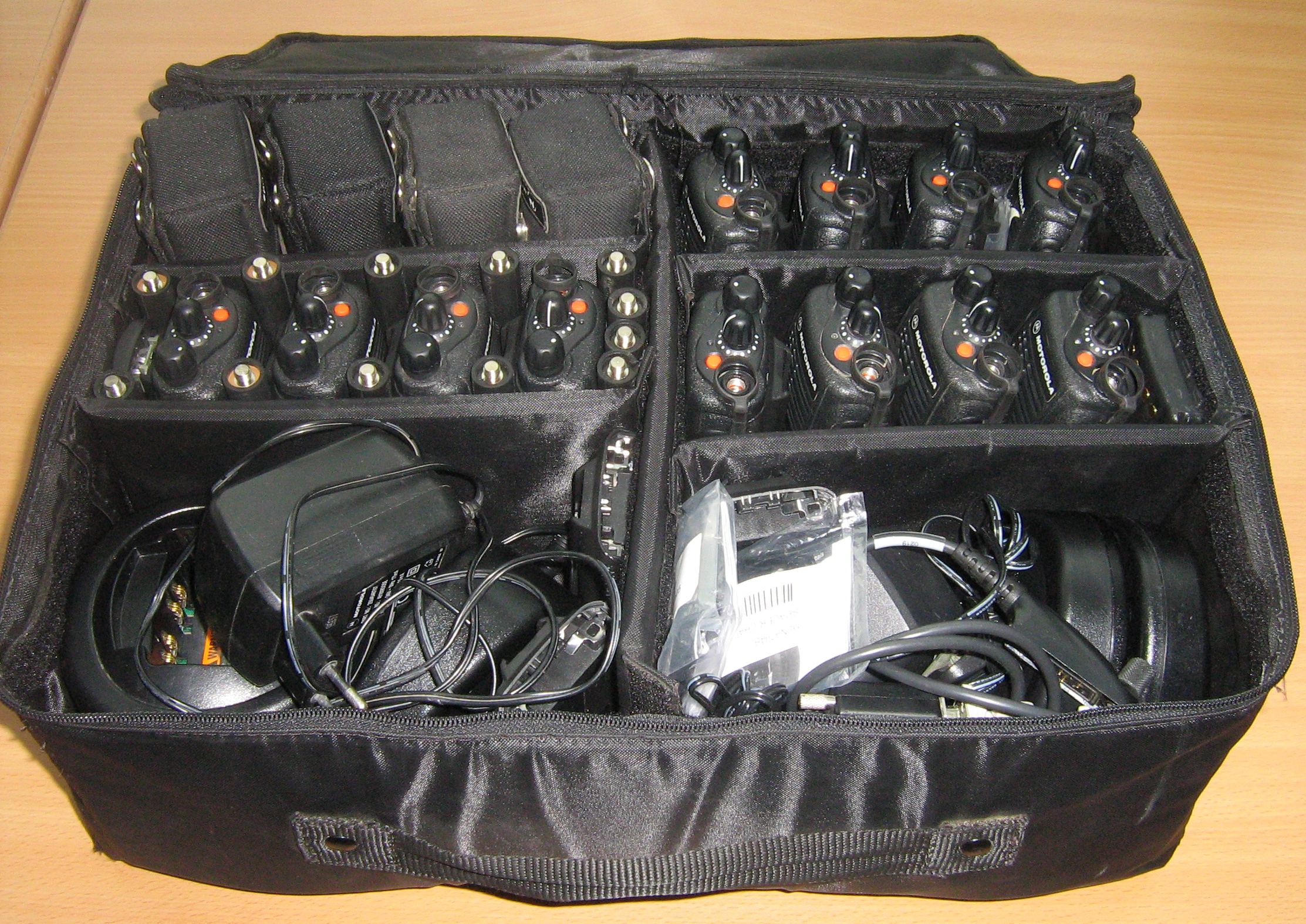
Sac d'émetteurs-récepteurs radiotéléphonique VHF de catastrophe.

Réseaux locaux de radiocommunication (équipement du type VHF et UHF).
Les fréquences actuellement en vigueur pour la coordination inter-agence et les radiocommunications sécurisées dans le cadre de l'assistance humanitaire internationale, sont à bande étroite.

Le Groupe de travail sur les télécommunications d'urgence (WGET, Working Group on Emergency Télécommunications), qui constitue également le groupe de référence sur les télécommunications du Comité permanent inter-agence (IASC, Inter-Agency Committee) sur les affaires humanitaires pour les Nations unies a adopté un plan de fréquence précis dans le cadre des réseaux locaux de radiocommunication (équipement du type VHF UHF).
Les réseaux de radiocommunication du type B sont envisagés comme des centres locaux assurant des radiocommunications sur canal unique avec 10 à 20 stations extérieures et fonctionnant sur ondes métriques ou décimétriques jusqu'à 470 MHz environ. On pourrait utiliser à cette fin les équipements à canal unique et à canaux multiples du service mobile terrestre.

### La propagation locale en VHF et en UHF

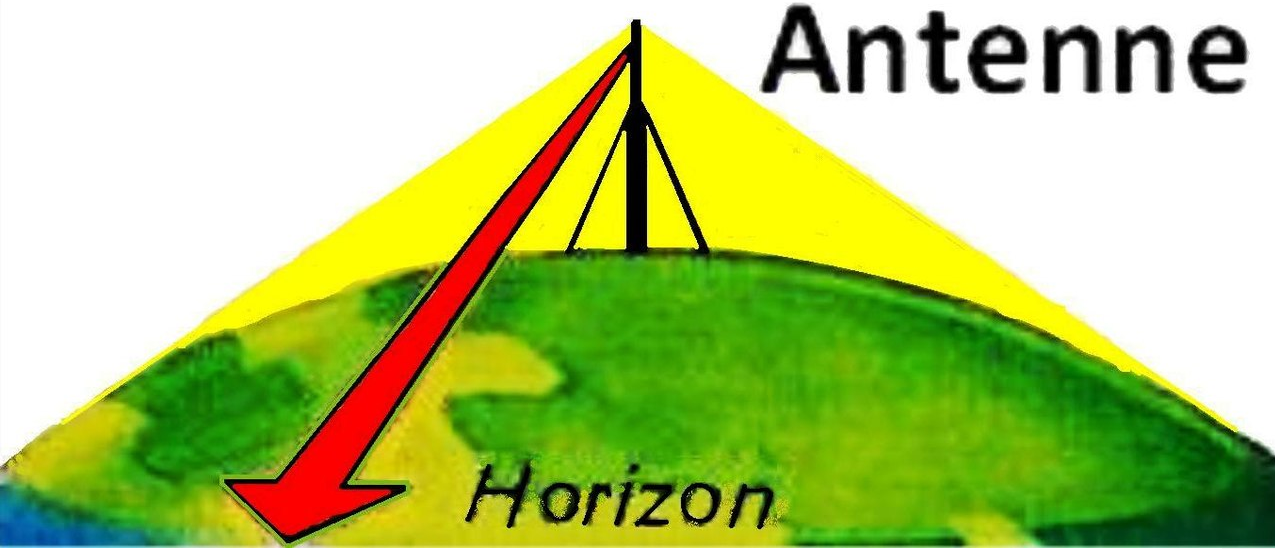
Propagation locale sur les bandes VHF et UHF

Sur ces bandes, la propagation se fait dans une zone de réception directe (quelques dizaines de kilomètres) en partant de l’émetteur.
- La propagation est comparable à celle d’un rayon lumineux.
- Les obstacles sur le sol prennent de l’importance en VHF.
- Les obstacles sur le sol prennent une grande importance en UHF.
- Les propagations sporadiques radios à grande distance en VHF et en UHF ne sont pas utilisables par les secours.

### VHF

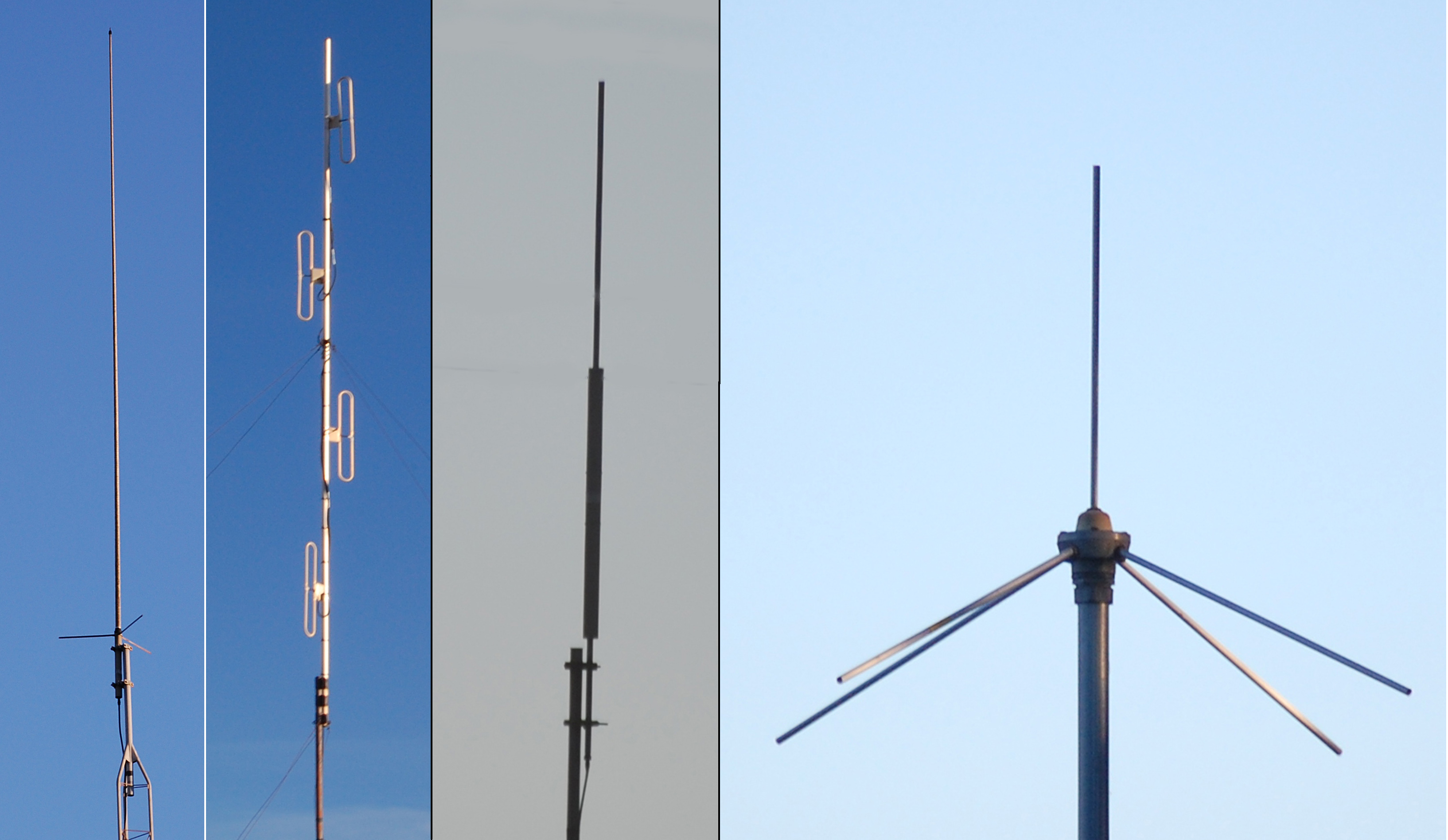
Antennes VHF de station type base.

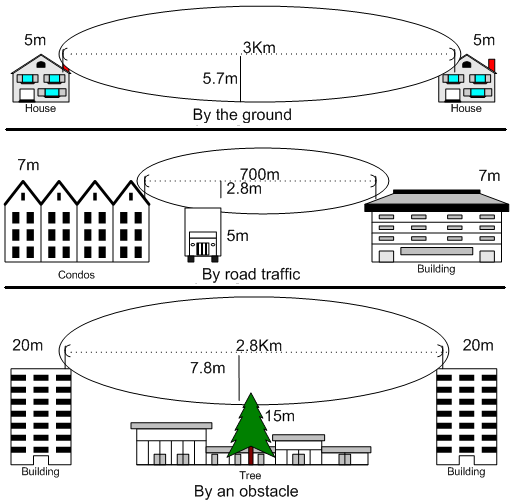
Propagation locale sur la bande VHF

Zone de Fresnel: d est la distance entre l'émetteur et le récepteur.

Description des canaux catastrophes utilisés dans les fréquences métriques allouées au service mobile terrestre :
| Groupe en bande VHF             | mono-fréquence tactique émission et réception |  | Duplex émission du répéteur | Duplex différent dans les pays entrée du répéteur −4,6 MHz ; −5 MHz | Duplex différent dans les pays entrée du répéteur −4,6 MHz ; −5 MHz |
| ------------------------------- | --------------------------------------------- |  | --------------------------- | ------------------------------------------------------------------- | ------------------------------------------------------------------- |
| Canal A : premier choix         | 163,100 MHz                                   |  | 163,100 MHz                 | 158,500 MHz                                                         | 158,100 MHz                                                         |
| Canal B : canal de remplacement | 163,025 MHz                                   |  | 163,025 MHz                 | 158,425 MHz                                                         | 158,025 MHz                                                         |
| Canal C : canal de remplacement | 163,175 MHz                                   |  | 163,175 MHz                 | 158,575 MHz                                                         | 158,175 MHz                                                         |

- En absence d'obstacles, la portée radio est fonction de la courbure de la terre et de la hauteur des antennes d’émission et de réception en VHF selon la formule :

{\displaystyle d=4,188\times \ ({\sqrt {h1}}\ +{\sqrt {h2}})}
où :

d est la portée radio en km (sans obstacles intermédiaires) ;

h1 est la hauteur de l’antenne d’émission en mètres au-dessus de la hauteur moyenne du sol ;

h2 est la hauteur de l’antenne de réception en mètres au-dessus de la hauteur moyenne du sol.
Exemple entre deux stations radioélectriques:
- la hauteur de l’antenne d’une station radioélectrique est de 4 mètres au-dessus de la hauteur moyenne du sol ;
- la hauteur de l’antenne de l'autre station radioélectrique est de 9 mètres au-dessus de la hauteur moyenne du sol ;
- {\displaystyle 21=4,188\times \ ({\sqrt {4}}\ +{\sqrt {9}})}
- la distance maximum entre les deux stations radioélectriques est de 21 km (sans obstacles intermédiaires).

Les portées pratiques en onde directe, au-dessus du sol, obtenues par le tableau ci-dessous, sont indiquées en kilomètres suivant les hauteurs des antennes d'émission et de réception, la portée correspond à une puissance d'émission de 10 watts sur 160 MHz et pour une réception radioélectrique d'un champ de 3 microvolts par mètre.
| Hauteurs des antennes des stations au-dessus de la hauteur moyenne du sol | Hauteurs des antennes des stations au-dessus de la hauteur moyenne du sol | Distance de la portée | Distance de la portée |
| ------------------------------------------------------------------------- | ------------------------------------------------------------------------- | --------------------- | --------------------- |
| une station                                                               | l'autre station                                                           | en ville, en forêt    | en mer                |
| 1,80 m                                                                    | 1,80 m                                                                    | 2,5 km                | 13 km                 |
| 9 m                                                                       | 1,80 m                                                                    | 6,5 km                | 24 km                 |
| 9 m                                                                       | 9 m                                                                       | 13 km                 | 45 km                 |
| 180 m                                                                     | 1,80 m                                                                    | 21 km                 | 67 km                 |

### UHF
Description des canaux catastrophes utilisés dans les fréquences décimétriques allouées au service mobile terrestre :
| Groupe en bande UHF              | mono-fréquence tactique émission et réception |  | Duplex émission du répéteur | Duplex - 5 MHz entrée du répéteur | Duplex - 10 MHz entrée du répéteur |
| -------------------------------- | --------------------------------------------- |  | --------------------------- | --------------------------------- | ---------------------------------- |
| Canal UA : Premier choix         | 463,100 MHz                                   |  | 463,100 MHz                 | 458,100 MHz                       | 453,100 MHz                        |
| Canal UB : Canal de remplacement | 463,025 MHz                                   |  | 463,025 MHz                 | 458,025 MHz                       | 453,025 MHz                        |
| Canal UC : Canal de remplacement | 463,175 MHz                                   |  | 463,175 MHz                 | 458,175 MHz                       | 453,175 MHz                        |

- En absence d'obstacles, la portée radio est fonction de la courbure de la terre et de la hauteur des antennes d’émission et de réception en UHF selon la formule :

{\displaystyle d=3,5\times \ ({\sqrt {h1}}\ +{\sqrt {h2}})}
où :

d est la portée radio en km (sans obstacles intermédiaires) ;

h1 est la hauteur de l’antenne d’émission en mètres au-dessus de la hauteur moyenne du sol ;

h2 est la hauteur de l’antenne de réception en mètres au-dessus de la hauteur moyenne du sol.

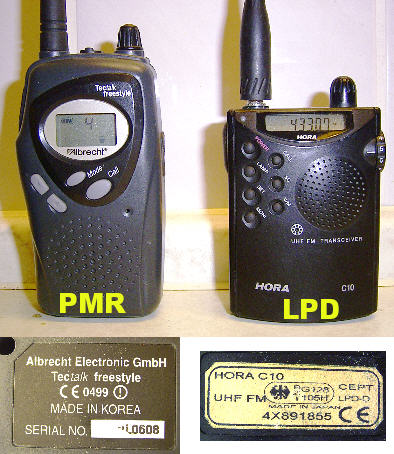
Talkie-walkie PMR 446 MHz et LPD 433 MHz

Appareils portables de faible puissance, appelés talkies-walkies a usage libre en Union européenne
- Les PMR446 : Radio Mobile Professionnelle à usage libre dans la bande des 446 MHz[28] :
  - appareils portables de radiocommunication, d'une portée de 200 m en ville et en forêt et allant jusqu'à trois kilomètres en mer ;
  - appareils portables de radiocommunication de 16 canaux répartis de 446.000 à 446.200 MHz en analogique FM et numérique TDMA (32 canaux en FDMA).
- Les LPD433 : Appareils de faible puissance à usage libre dans la bande des 433 MHz[29] :
  - appareils portables de radiocommunication, d'une portée de quelques dizaines de mètres en ville et en forêt ;
  - appareils portables de radiocommunication de 69 canaux répartis de 433,050 à 434,750 MHz.

## Rapidité opérationnelle
Pour une rapidité opérationnelle, une organisation de secours arrivant sur place peut demander à utiliser et partager les infrastructures de radiocommunications d’urgences opérationnelles des autres organisations existantes déjà implantées sur la zone.

Les raisons d’utilisations des radiocommunications partagés entre les deux organisations doivent être semblables ou complémentaires et l’utilisation des radiocommunications doit être clairement convenue devant les autorités des États de la zone concernée.
- Des facilités administratives sont déjà prédéterminées pour certaines organisations : 
 radioamateur, radioamateur au service de la sécurité civile, marine, aéronautique, secours locaux, FENICS, Télécoms sans frontières...
- Des facilités administratives sont possibles à certaines organisations.
Exemple : d’après la résolution no 10[30], dans chaque pays, des facilités avec une rapidité administrative sont possibles aux organisations : Comité international de la Croix-Rouge, Fédération internationale des Sociétés de la Croix-Rouge et du Croissant-Rouge, Croix-Rouge locale ou Croissant-Rouge local[31],[32].

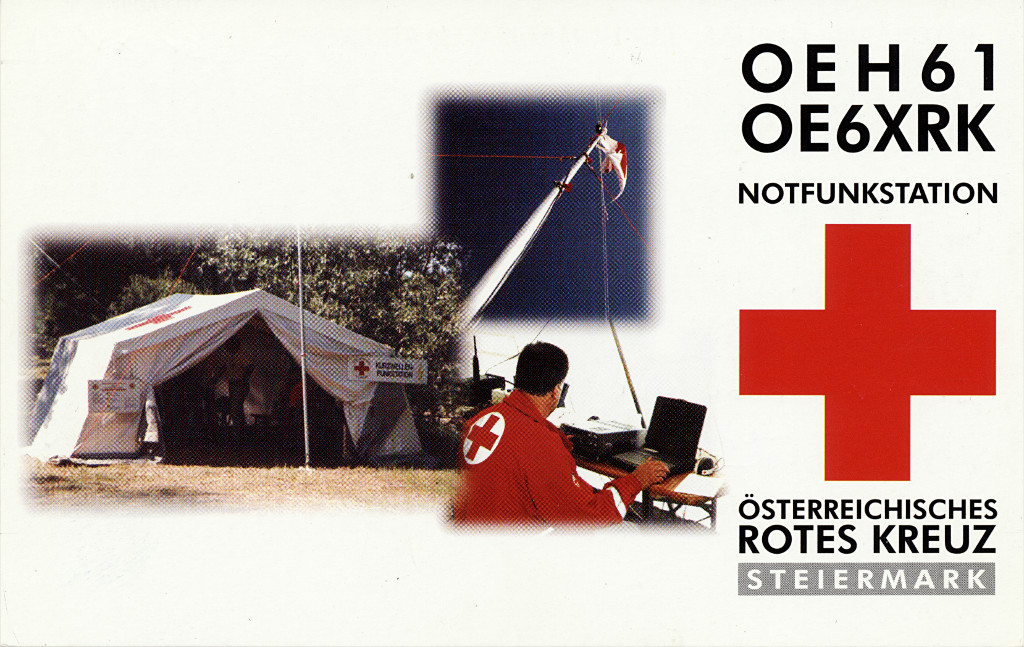
Station radio OEH61 et OE6XRK de la Croix-Rouge autrichienne
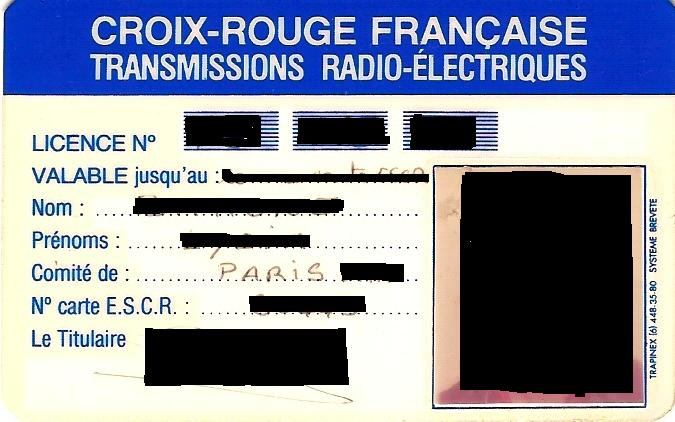
Certificat d'opérateur pour les transmissions radio-électriques de la Croix-Rouge française

## Utilisation des services maritimes aéronautiques et radioamateurs

### Utilisation d’une station maritime
Sur une catastrophe internationale, les organisations déjà titulaires d'indicatif sous licence radio maritime peuvent utiliser le matériel radioélectrique marine. L'indicatif est attribué à la coque du véhicule radio, à un bâtiment « station côtière radio ». La licence désigne le matériel radioélectrique utilisé avec les caractéristiques (puissances, fréquences et modes d’émission).
Les centres de radiocommunications maritimes en ondes décamétriques, installées dans divers pays permettent les liaisons radios avec les navires en mer et avec les opérateurs des secours pour les organisations intervenant sur une catastrophe internationale. Elles permettent la demande d'aide médicale par radios ondes décamétriques.
Les canaux marines
Les canaux navire à navire sont utilisables par les organisations déjà titulaires d'indicatif sous licence radio maritime.
Les canaux haute fréquence (4 MHz à 26 MHz) entre stations mobiles par radiotéléphonie en simplex et en bandes croisées en USB (maxi 1 kW) en kHz :
- 4000 à 4063 (tous les 3 kHz)[33] ; et 4146, 4149 ;
- 6224, 6227, 6230 ;
- 8101 à 8191 (tous les 3 kHz)[33] ; et 8294, 8297 ;

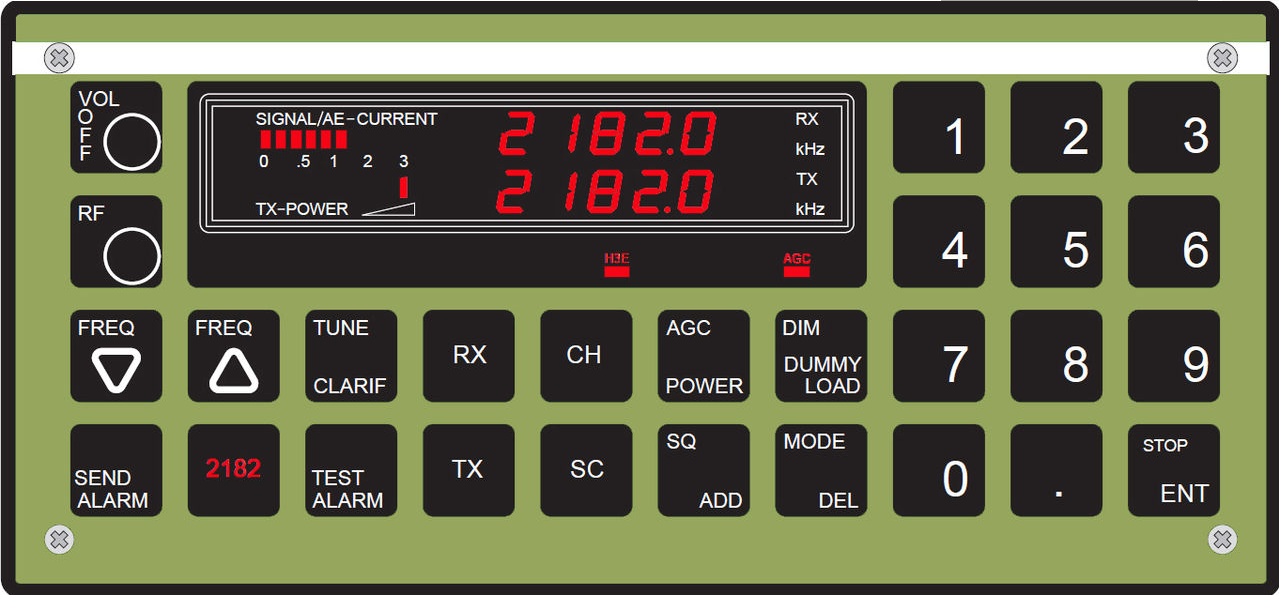
Émetteur récepteur radiotéléphonique bandes MF et HF

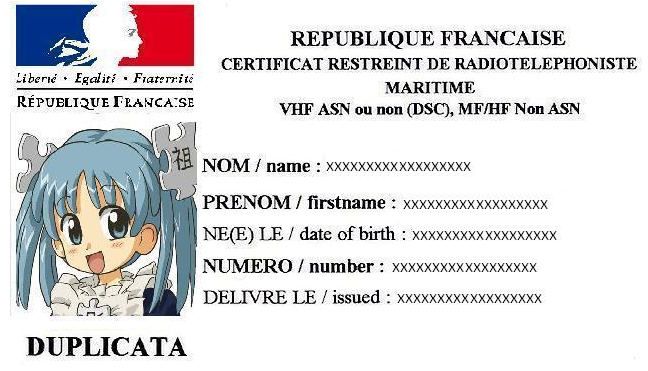
Certificat restreint de radiotéléphoniste pour les bandes marines VHF HF MF

- 12353, 12356, 12359, 12362, 12365;
- 16528, 16531, 16534, 16537, 16540, 16543, 16546 ;
- 18825, 18828, 18831, 18834, 18837, 18840, 18843 ;
- 22159, 22162, 22165, 22168, 22171, 22174, 22177 ;
- 25100, 25103, 25106, 25109, 25112, 25115, 25118.

Manœuvre d’une station maritime
Dans le monde, depuis le 31 janvier 1997, pour manœuvrer une station de bord radiotéléphonique, il est nécessaire de posséder un des certificats suivants, :
- certificat restreint de radiotéléphoniste maritime ;
- certificat restreint d'opérateur (SRC, Short Range Certificate) ;
- certificat spécial d'opérateur, (LRC, Long Range Certificate) ;
- certificat général d'opérateur (LRC, Long Range Certificate).

Depuis le 31 janvier 1997, pour configurer, programmer, modifier, réparer une station de bord de navire, il est nécessaire de posséder un des certificats suivants :
- certificat de radioélectronicien de première classe (CR1) ;
- certificat de radioélectronicien de deuxième classe (CR2).

Mobile terrestre
Dispositions relatives au service mobile terrestre.
Les stations du service mobile terrestre situées dans des régions inhabitées, peu peuplées ou isolées peuvent, pour les besoins de la détresse et de la sécurité, se servir des fréquences ci-dessous :
| Fréquences | Utilisations                                                           | Remarques                              |
| ---------- | ---------------------------------------------------------------------- | -------------------------------------- |
| 2 182 kHz  | Fréquence de détresse radiotéléphonique en USB                         | en classe J3E et (P maxi 400 W)        |
| 4 125 kHz  | Fréquence auxiliaire à 2 182 kHz (air/mer/terre), inter-aéronef en USB | en classe J3E et (P maxi 1 kW)         |
| 156,3 MHz  | Canal 06. Fréquence de dégagement à 156,8 MHz en FM                    | en classe G3E et (P maxi 25 W)         |
| 156,8 MHz  | Canal 16 de détresse en radiotéléphonie en FM                          | (P maxi 25 W) dégagement sur 156,3 MHz |

Les procédures de « sécurité et vie humaine » sont obligatoires pour les stations du service mobile terrestre lorsqu'elles utilisent des fréquences prévues pour les communications de détresse et de sécurité. Pour manœuvrer une station de bord radiotéléphonique il est nécessaire de posséder un certificats station maritime.

### Utilisation d’une station d'aéronef

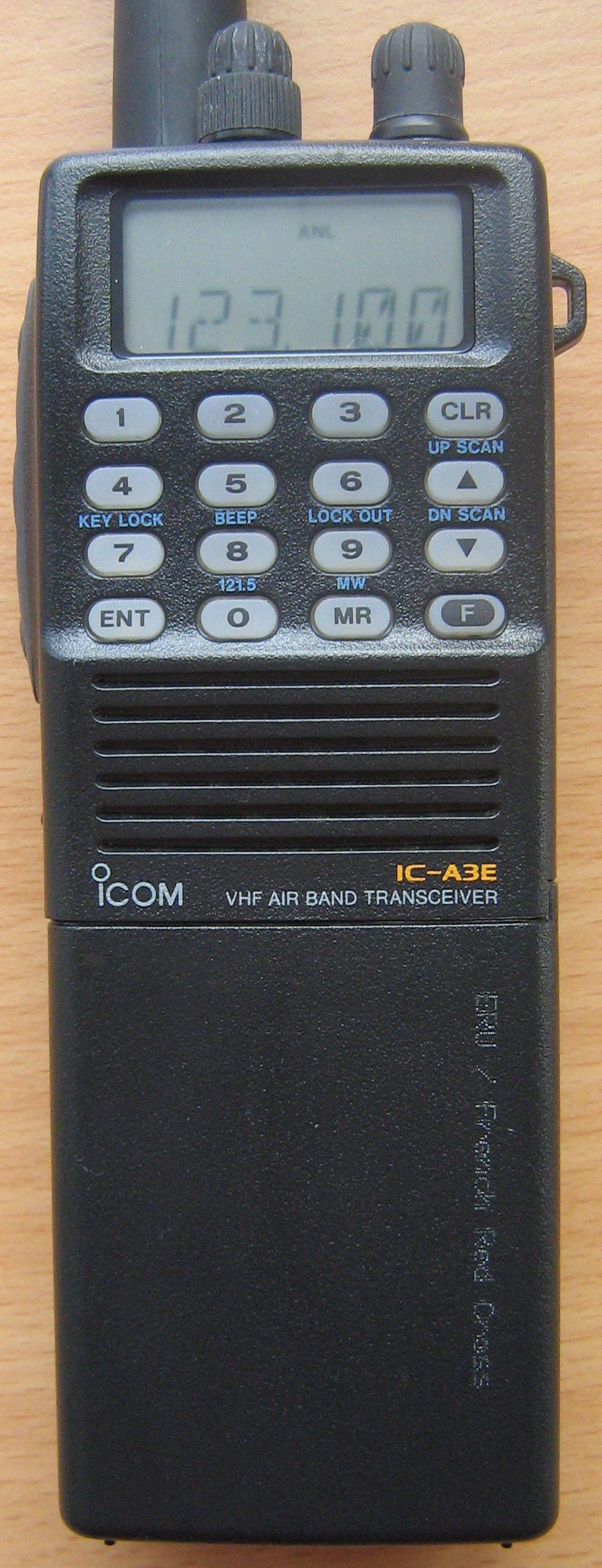
Émetteur récepteur aéronautique.

Sur une catastrophe internationale, les organisations pour gérer efficacement la logistique, réception, stockage et la distribution des secours. Les organisations déjà titulaires d'indicatifs sous licences peuvent aussi être appelées par des bandes radios à s'interconnecter avec les services aéronautiques.
Manœuvre d’une station d'aéronef

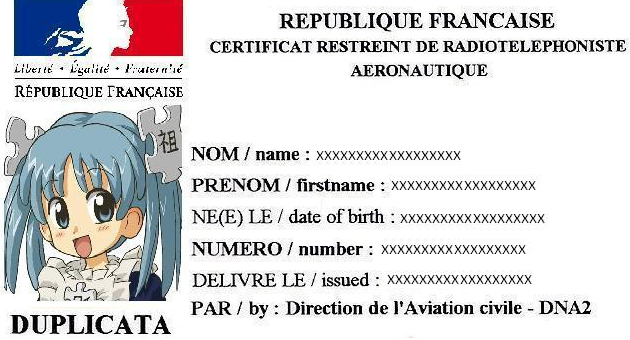
Certificat restreint de radiotéléphoniste aéronautiques.

Pour manœuvrer une station radiotéléphonique dans les bandes aéronautiques, il est nécessaire de posséder un des certificats suivants :
- Les licences des navigants de l'aéronautique civile.
- Les mentions: aptitude à la radiotéléphonie ;
- L'agrément d'agent AFIS ;
- L'agrément de pompier d'aérodrome ;
- Le certificat d'exploitant hospitalier en télécommunications.

Les certificats étranger :
- certificat restreint de radiotéléphoniste du service aéronautique [44] ;
- Qualification restreinte de radiotéléphoniste international ;
- Qualification de radiotéléphoniste international.

### Utilisation d’une station radioamateur
Manœuvre d’une station radioamateur
Pour manœuvrer une station dans les bandes radioamateur, il est nécessaire de posséder un certificat d'opérateur du service amateur.

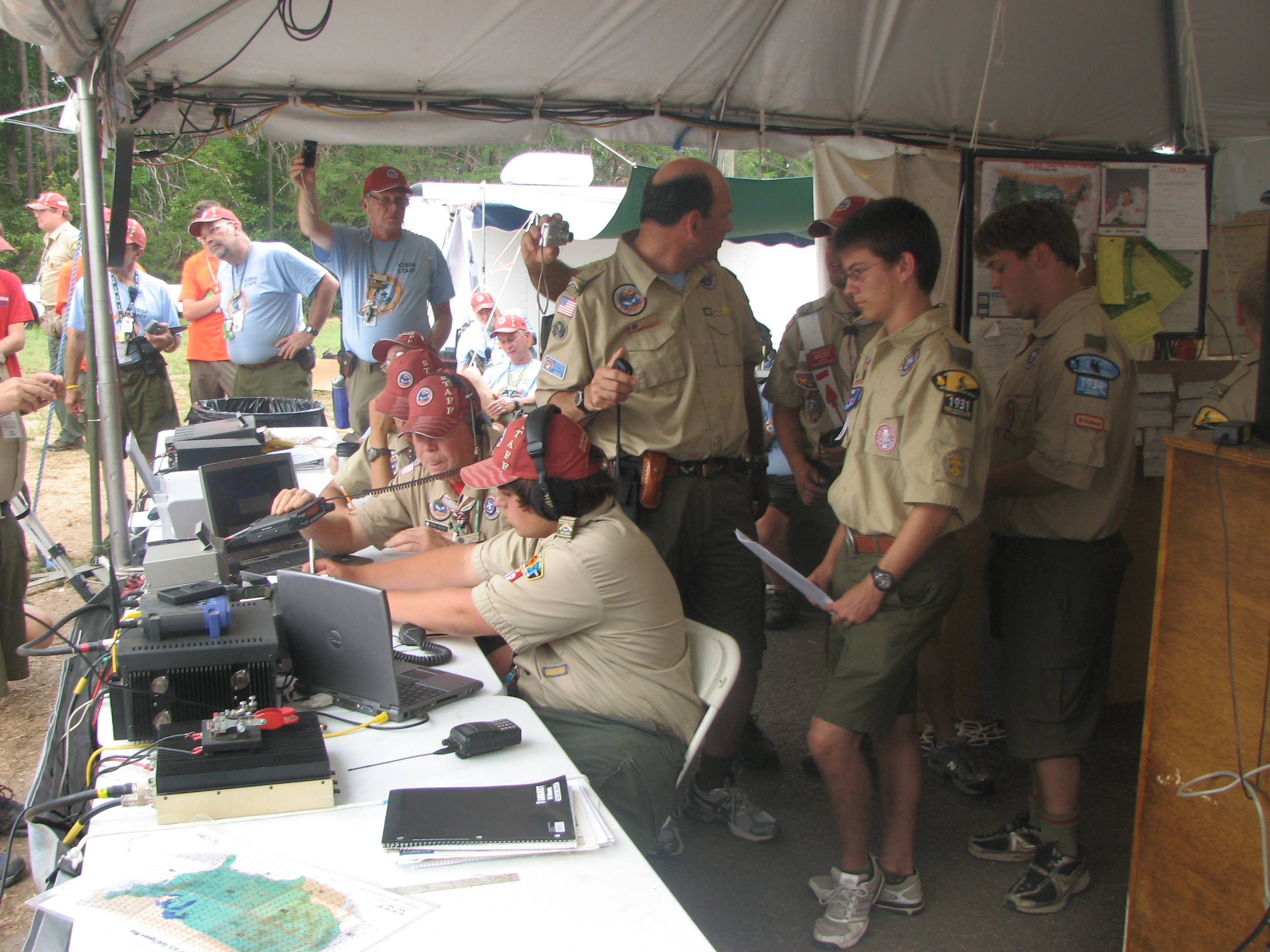
Scouts discutant avec un astronaute de la Station spatiale internationale.

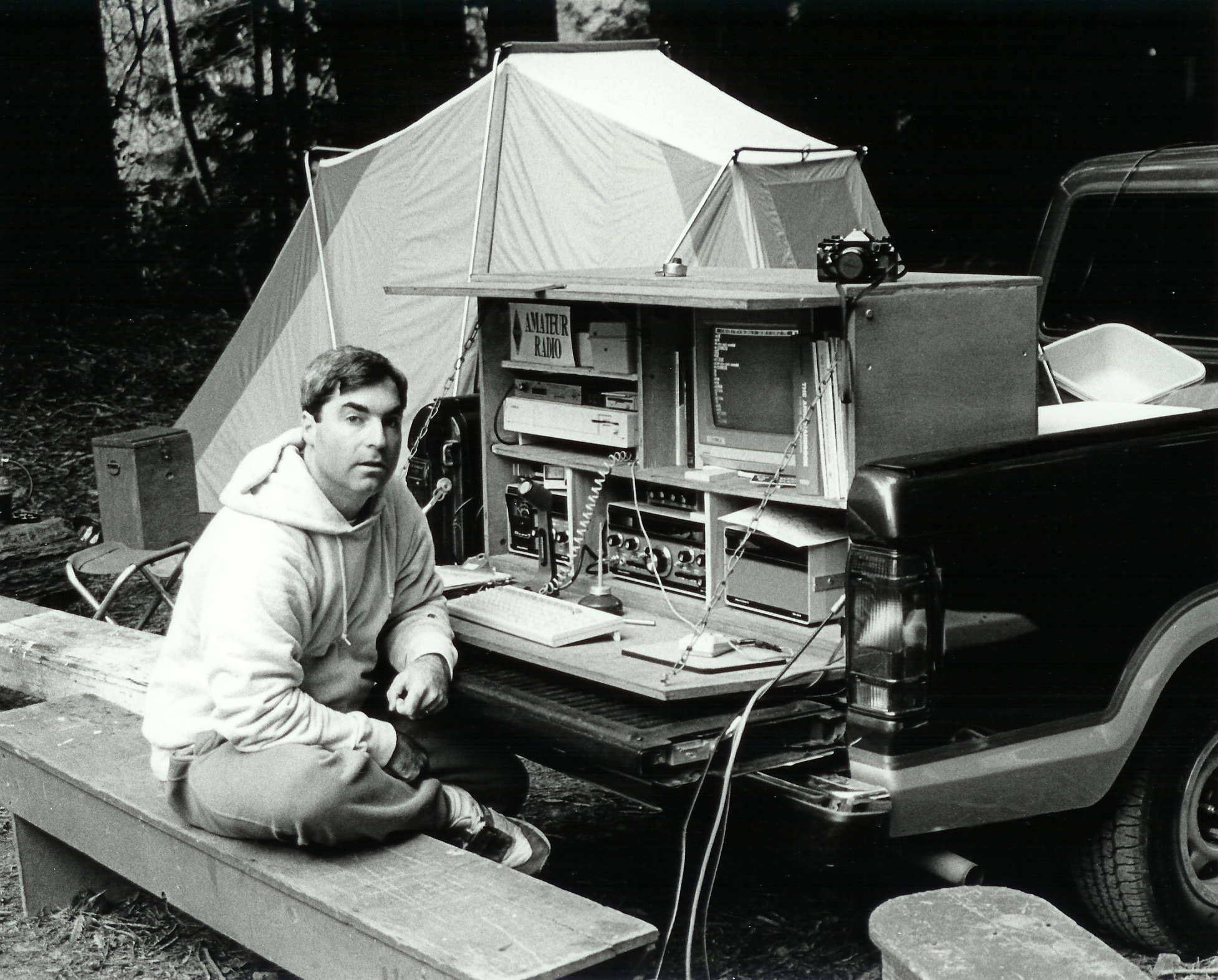
Un opérateur radioamateur scout devant une station radio.

Utilisation du service radioamateur

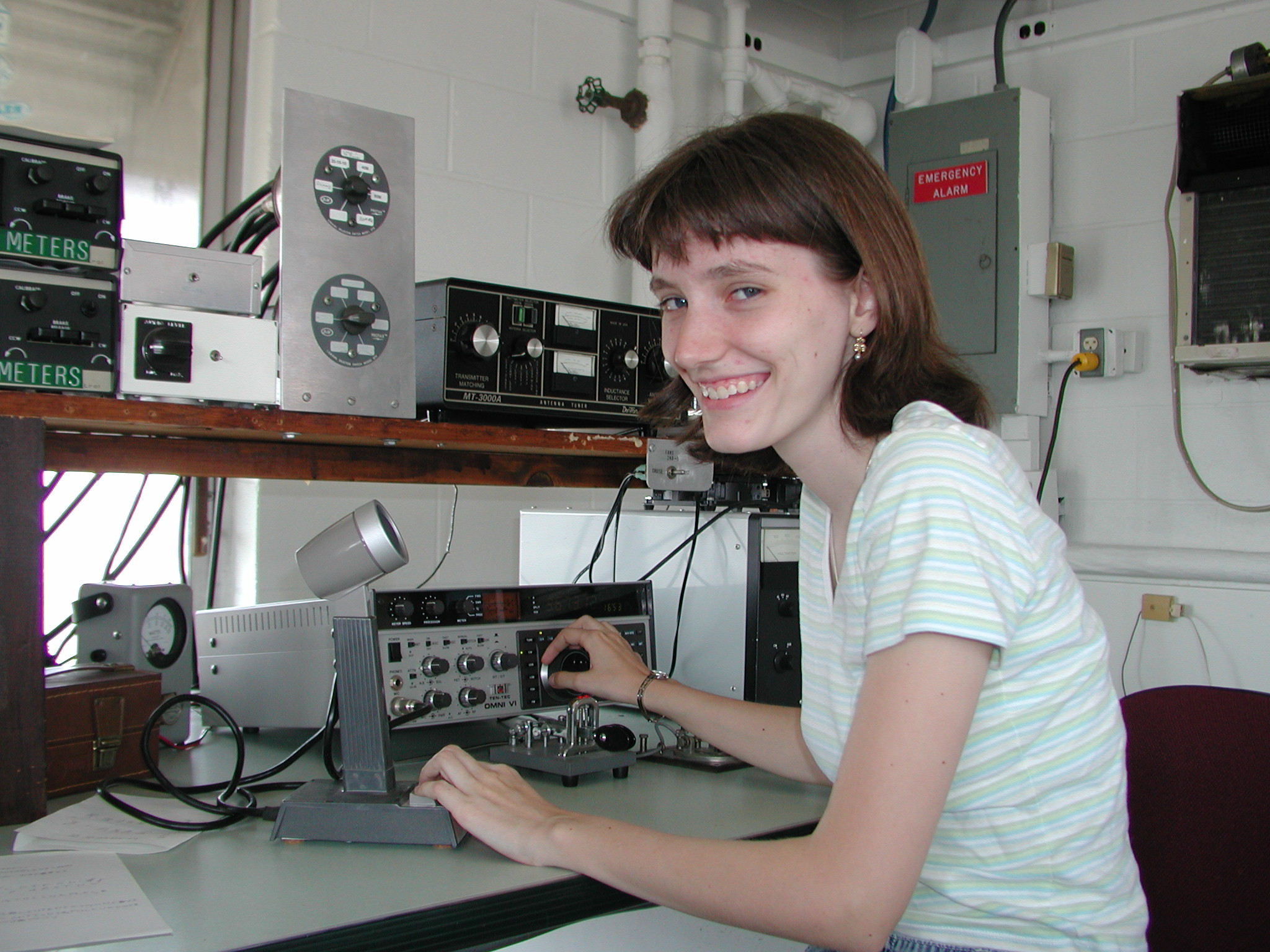
Une opératrice radio manœuvrant une station de radioamateur.

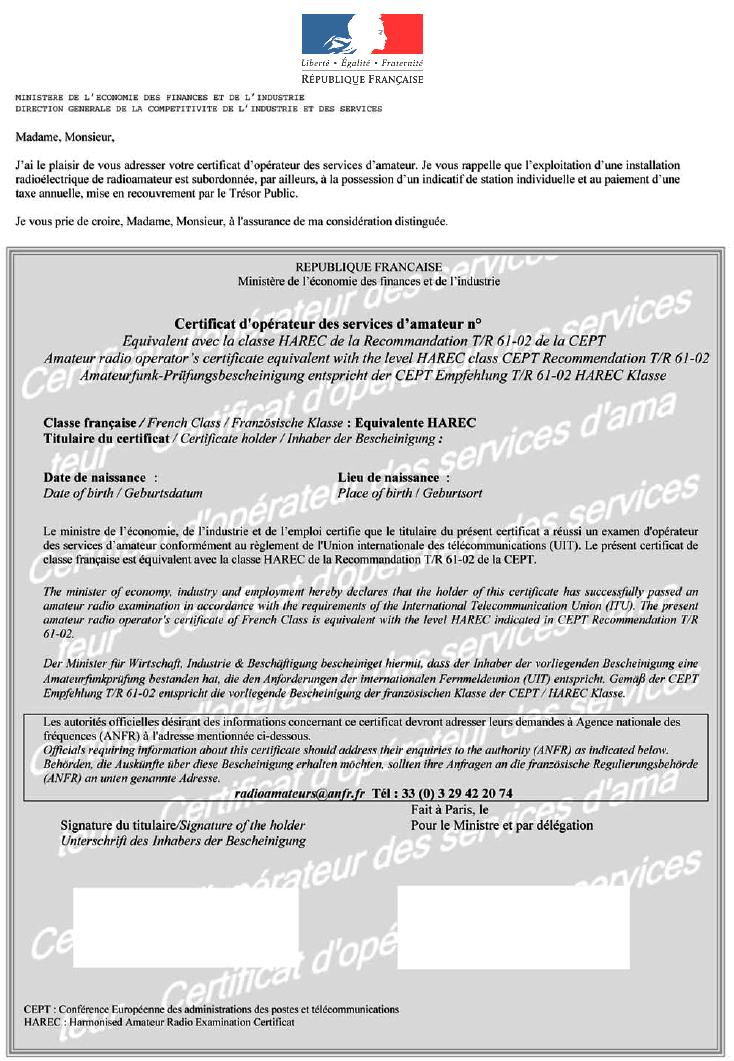
Certificat d’opérateur Harec

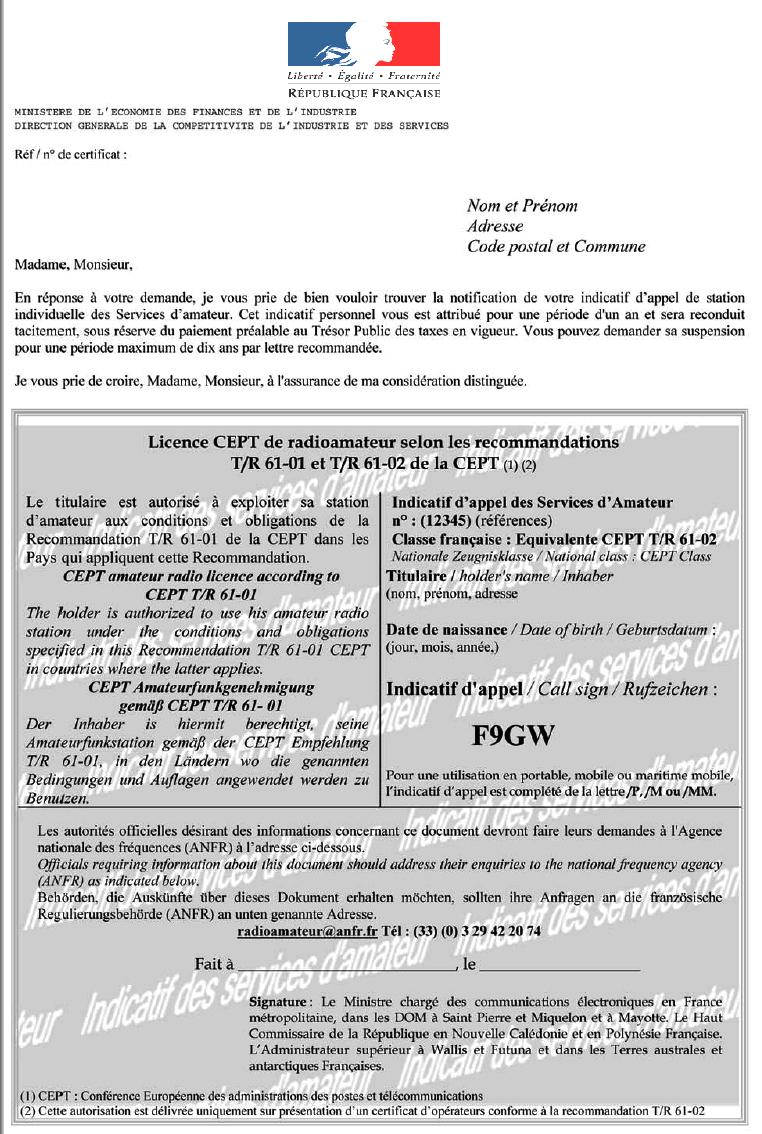
Licence CEPT radioamateur.

Les bandes radioamateurs sont bien adaptées à une utilisation à bref délai dans les cas d'urgence.
Pour établir des contacts radios par le truchement d'une station de radioamateur il convient d'utiliser la procédure suivante :
1. Informer le propriétaire de la station de radioamateur qu'en vertu de la résolution 640[46] et de la résolution 646[1] des règles internationales pour les radiocommunications, les secours sont en droit, dans le cas de catastrophes, d'utiliser les bandes de fréquences attribuées au service radioamateur ;
2. Demander à l'opérateur radioamateur d'appeler n'importe quelle autre station de radioamateur[47], si possible située dans le pays à contacter, pour établir un contact direct et immédiat par téléphone avec le secrétariat de l'organisation (située en France dans notre cas) ou avec la station de radio de l'organisation.
  - Pour le trafic intercontinental, l'Union internationale des radioamateurs (IARU) recommande l’utilisation, pour les secours en cas de catastrophe, des fréquences suivantes[48] :
    - 14,300 MHz Emergence Center of Activity de la bande des 20 mètres,
    - 18,160 MHz Emergence Center of Activity de la bande des 17 mètres,
    - 21,360 MHz Emergence Center of Activity de la bande des 15 mètres ;

  - De plus en fonction de l'aide souhaité, des permanences internationales radioamateurs sont effectuées sur les fréquences :
    - 14,303 MHz Aide internationale,
    - 14,313 MHz Réseau service mobile maritime,
    - 14,332 MHz Assistance médicale ;

  - Pour le trafic continental en Europe, l'ouest du Moyen-Orient, Afrique, le nord de l'Asie, l'IARU région 1 recommande l’utilisation, pour les secours en cas de catastrophe, des fréquences suivantes[49] :
    - 3,760 MHz Emergence Center of Activity en région 1 de la bande des 80 mètres ;
    - 7,110 MHz (ou 7,060 MHz)  Emergence Center of Activity en région 1 de la bande des 40 mètres[50],
    - en plus des fréquences ci-dessus d’autres fréquences et d’autres bandes peuvent être utilisées ;

  - Pour le trafic continental en Amérique et au Groenland, l'IARU région 2 recommande l’utilisation, pour les secours en cas de catastrophe, des fréquences suivantes[51] :
    - 3,750 MHz et 3,985 MHz Emergence Center of Activity en région 2 de la bande des 80 mètres,
    - 7,110 MHz, 7,240 MHz et 7,290 MHz Emergence Center of Activity en région 2 de la bande des 40 mètres ;

  - Pour le trafic continental en Océanie et en Asie, l'IARU région 3 recommande l’utilisation, pour les secours en cas de catastrophe, des fréquences suivantes[52] :
    - 3,600 MHz Emergence Center of Activity en région 3 de la bande des 80 mètres,
    - 7,110 MHz Emergence Center of Activity en région 3 de la bande des 40 mètres ;
3. Donner de façon claire les renseignements suivants :
  - heure du premier appel de l'expéditeur du message (en heure UTC),
  - fréquence utilisée en MHz par l'expéditeur du message,
  - indicatif d'appel de la (des) station(s) concernée(s),
  - prochain contact possible, sur quelle fréquence, en MHz, et à quelle heure, en UTC, avec quel indicatif radio,
  - message (éventuel) à communiquer à…
4. Composition des messages :
  - préambule,
  - adresse postale ou adresse e-mail,
  - texte,
  - signature.

De plus les radioamateurs au service de la sécurité civile utilisent les fréquences :

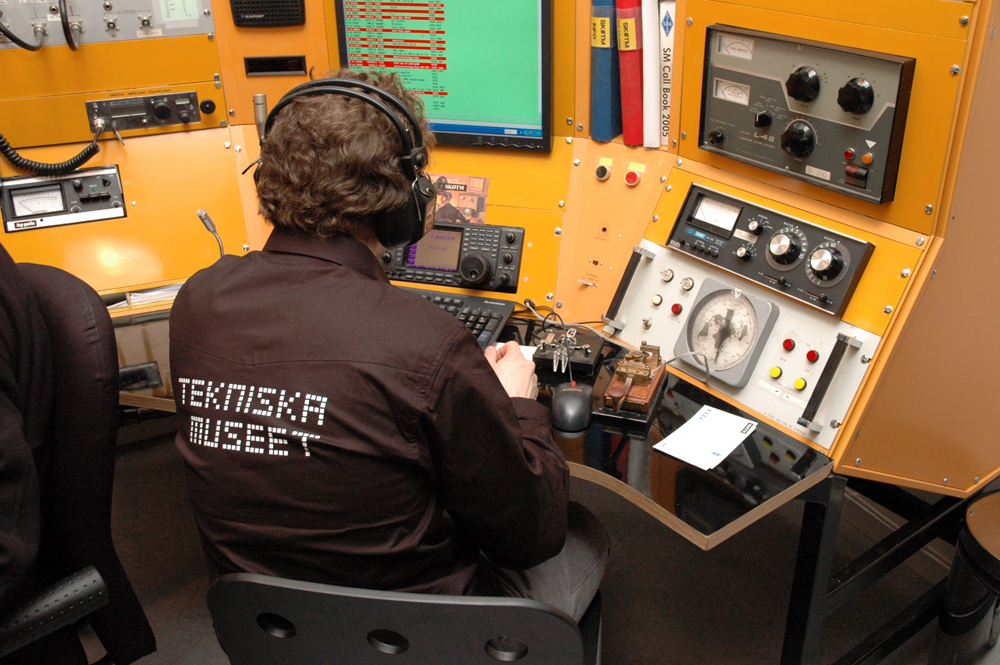
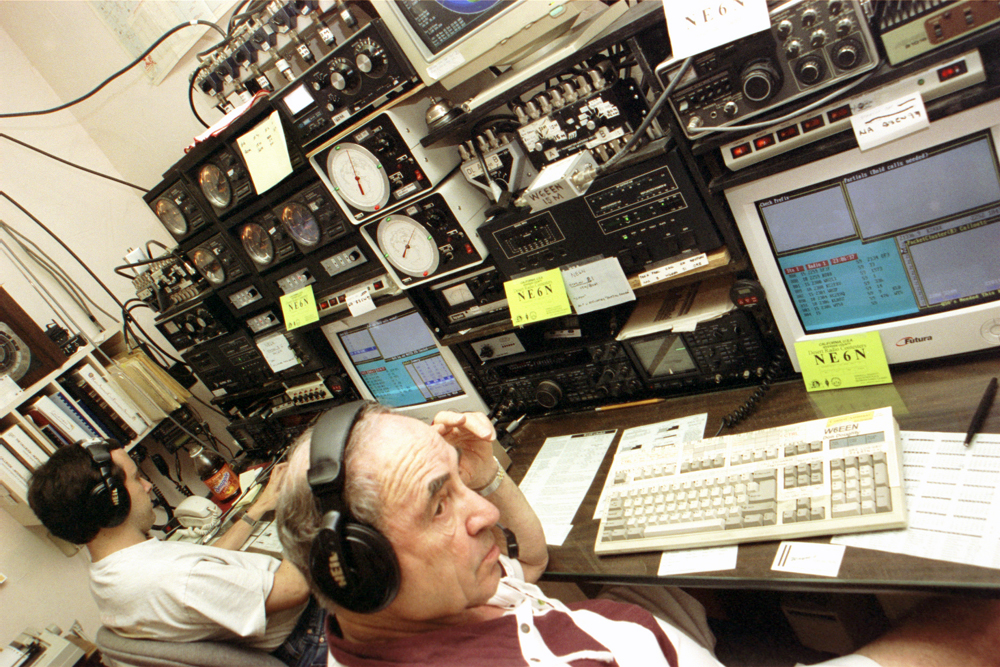
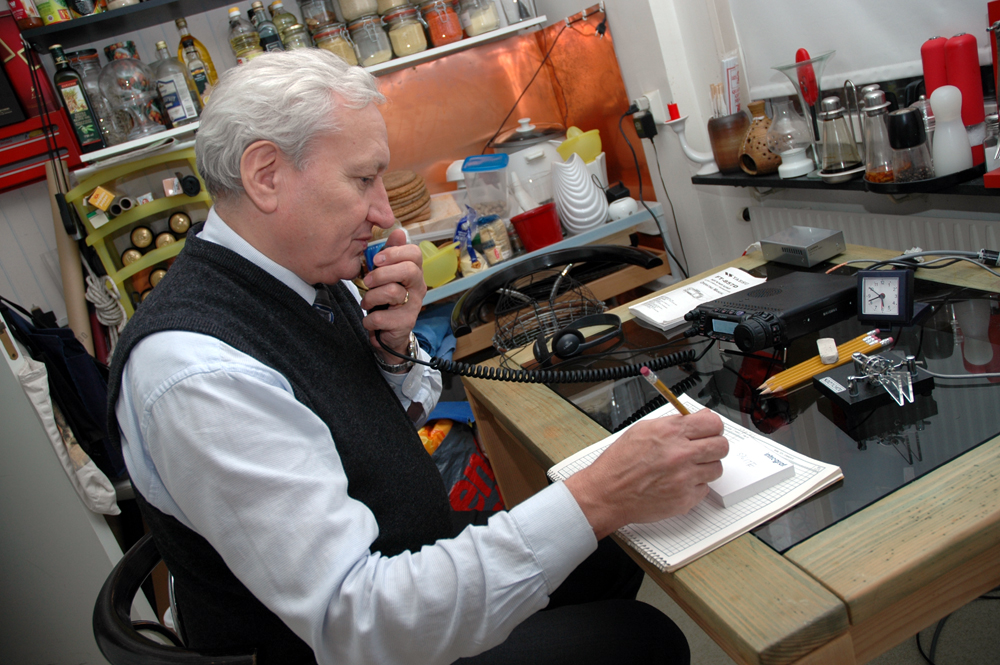

- 3,632 MHz ; 3,682 MHz ;
- 5,355 MHz en PSK31 ;
- 7,082 MHz ; 7,092 MHz ;
- 10,132 MHz ; 10,142 MHz ;
- 14,132 MHz ; 14,182 MHz ;
- 18,132 MHz ; 18,142 MHz ;
- 21,232 MHz ; 21,282 MHz ;
- 28,532 MHz ; 28,582 MHz ;
- 144,037 MHz ; 144,082 MHz ; 145,450 MHz ; 145,462 5 MHz ; 145,475 MHz.

Système MARS (auxiliaire militaire)
Le système radio auxiliaire civil et militaire (MARS) est un programme géré et exploité par l'armée des États-Unis, Marine et Armée de l'Air. Le système est constitué principalement de radioamateurs qui souhaitent venir en aide aux militaires pour des radiocommunications sur une base locale, nationale et internationale comme un complément aux communications normales. Les programmes MARS est également en service actif, en service réserve et dans les unités de la Garde nationale; Navy, Marine Corps, et le National Oceanic and Atmospheric Administration et de la Garde côtière et les stations à terre.
Utilisation du service radioamateur des scouts
Utilisation du service radioamateur des scouts pour établir des contacts en radiotéléphonie
- 3,740 MHz ; 3,940 MHz ;
- 7,090 MHz ; 7,190 MHz ;
- 14,290 MHz ;
- 18,140 MHz ;
- 21,360 MHz ; 21,282 MHz ;
- 24,960 MHz ;
- 28,390 MHz ; 28,582 MHz ;
- 50,160 MHz ;

Utilisation du service radioamateur des scouts pour établir des contacts en radiotélégraphie CW
- 3,590 MHz ;
- 7,030 MHz ;
- 14,060 MHz ;
- 18,080 MHz ;
- 21,140 MHz ;
- 24,910 MHz ;
- 28,180 MHz ;
- 50,160 MHz ;

## Établissement de radiocommunications
Avant une transmission chaque station se mettra sur écoute pendant une période assez longue pour s'assurer qu'elle ne va pas provoquer d'interférences nuisibles.
S'il y a des risques d'interférences la station attendra la première interruption de la transmission et saisira cette occasion pour s'interposer ; elle peut toutefois interrompre une transmission en cours dans les circonstances suivantes :
- quand une transmission est de longue durée et que la station souhaitant l'interrompre doit transmettre un message de plus haute priorité ;
- quand on souhaite informer la station émettrice que la station réceptrice n'est pas en mesure de recevoir correctement la transmission en cours ;
- quand des circonstances particulières rendent l'interruption souhaitable ;
- en cas de message d'urgence ou de détresse.

### Contenu des messages
1. Aucun code spécial et aucune abréviation ne sont autorisés sur un réseau radio.
L'opérateur responsable (technicien radio) de la station, avant d'accepter le message pour transmission, doit s'assurer que le texte de l'expéditeur est écrit clairement et qu'il ne peut y avoir de doute quant à sa composition.
2. Le texte des messages doit être rédigé en clair (sans code secret). L'expéditeur doit renoncer à utiliser des mots et des phrases non essentiels, comme les formules de politesse, etc.
3. Tous les messages doivent être lisibles et écrits à l'aide des caractères suivants :
  - lettres : A B C D E F G H l J K L M N D P Q R S T U V W X Y Z ;
  - chiffres : 1 2 3 4 5 6 7 8 9 0 ;
  - signes : « / » « : » « = » « ? » « stop » pour le point « @ » ou « AC » en un seul caractère et « décimale » pour la virgule ou le point-virgule ;
  - QUOTE pour « citation » et UNQUOTE pour « fin de citation » ;
  - aucun autre signe de ponctuation ne sera employé.

### Composition des messages
Courte présentation des règles de compositions communes à tous les messages.
1. Le préambule doit respecter l'ordre suivant :
  - mention de l'expéditeur du message ;
  - l'Organisation « X », sécurité civile, radio sans frontière, Médecins sans frontières, ERU, Croix-Rouge française, Fédération internationale des Sociétés de la Croix-Rouge et du Croissant-Rouge Genève, etc.
  - lieu d’origine ;
  - numéro du message (il sera énoncé en clair ou sous une forme permettant son identification par la station réceptrice) ;
  - compte des mots (par exemple : CK 177. Il indiquera le nombre des mots que comportent l'adresse, le texte et la signature ;
  - date et heure de la rédaction (par exemple : 29/12/04 0945 Z ou UTC ou GMT) ;
  - mention de l'expéditeur du message ;
  - puis indiquer l'organisation spécifique parmi toutes les organisations présentes pour faciliter la transmission de l'information au bon destinataire par le Centre des messages du CICR.
2. L'adresse qui sera libellée en précisant le nom de l'organisation, le lieu de destination, puis le nom de la personne, du département, de la division ou du bureau où le message doit être délivré.
3. Le texte des messages devra être rédigé conformément aux recommandations ci-dessus.
4. La signature devra être le nom de famille de la personne ou le nom abrégé de l'organisation dont émane le message.
5. Exemple de composition typique d'un message : 
« ERU SIGLI POUR VITTANI DEMANDONS INFO REFY 175 ENVOI FOURNITURES MEDICALES STOP LEADER HEALTH ROBINSON ERU FRENCH No 37 CK 17 29/12/04 0945Z »

## Transmissions d'urgence et de sécurité, et transports sanitaires

### Signal et message d'urgence
En radiotélégraphie Morse, le signal d'urgence consiste en trois répétitions du groupe XXX, transmis en séparant bien les lettres de chaque groupe et les groupes successifs. Il est transmis avant l'appel.

En radiotéléphonie, le signal d'urgence est constitué par le groupe PANPAN, (étant prononcé comme en français « panne panne »). Il est répété trois fois avant l'appel.

Le signal d'urgence ne peut être transmis qu'avec l'autorisation du commandant ou de la personne responsable du navire, de l'aéronef et de tout autre véhicule portant la station mobile ou la station terrienne mobile du service mobile maritime par satellite.

Le signal d'urgence ne peut être transmis par une station terrestre ou une station terrienne du service mobile maritime par satellite située en un point fixe déterminé qu'avec l'approbation de l'autorité responsable.

Le signal d'urgence indique que la station appelante a un message très urgent à transmettre concernant la sécurité d'un navire, d'un aéronef, d'un autre véhicule ou d'une personne.
Le signal d'urgence et le message qui le suit sont transmis sur une ou plusieurs des fréquences internationales de détresse 500 kHz en radiotélégraphie, 2 182 kHz en radiotéléphonie, 156,800 MHz en radiotéléphonie, sur les fréquences de détresse supplémentaires 4 125 kHz et 6 215 kHz, sur la fréquence aéronautique d'urgence 121,500 MHz, sur la fréquence militaire 243 MHz ou sur toute autre fréquence pouvant être utilisée en cas de détresse.
Toutefois, dans le service mobile maritime, le message est transmis sur une fréquence de travail
s'il s'agit d'un message long ou d'un avis médical, ou bien, dans les zones à trafic intense, s'il s'agit de la répétition d'un message transmis conformément aux dispositions. 

Une indication à cet effet est donnée à la fin de l'appel.

Le signal d'urgence a priorité sur toutes les autres communications, sauf sur celles de détresse. Toutes les stations qui entendent le signal d'urgence doivent prendre soin de ne pas brouiller la transmission du message qui le suit.

Dans le service mobile maritime, les messages d'urgence peuvent être adressés, soit à toutes les stations, soit à une station déterminée.

Les messages que précède le signal d'urgence doivent, en règle générale, être émis en langage clair.

Les stations mobiles qui entendent le signal d'urgence doivent rester à l'écoute pendant trois minutes au moins. Passé ce délai, si aucun message d'urgence n'a été entendu, une station terrestre doit, si possible, être avisée de la réception du signal d'urgence. Le service normal peut reprendre ensuite.
Toutefois, les stations terrestres et mobiles qui sont en communication sur des fréquences autres que celles utilisées pour la transmission du signal d'urgence et de l'appel qui le suit peuvent continuer sans arrêt leur travail normal, à moins qu'il ne s'agisse d'un message « à tous » (CQ, Seek you).
Lorsque le signal d'urgence a précédé l'émission d'un message « à tous » (CQ) comportant des mesures à prendre par les stations recevant ce message, la station responsable de l'émission doit l'annuler dès qu'elle sait qu'il n'est plus nécessaire d'y donner suite. Ce message d'annulation est également un message « à tous » (CQ).

### Transports sanitaires
Historiques

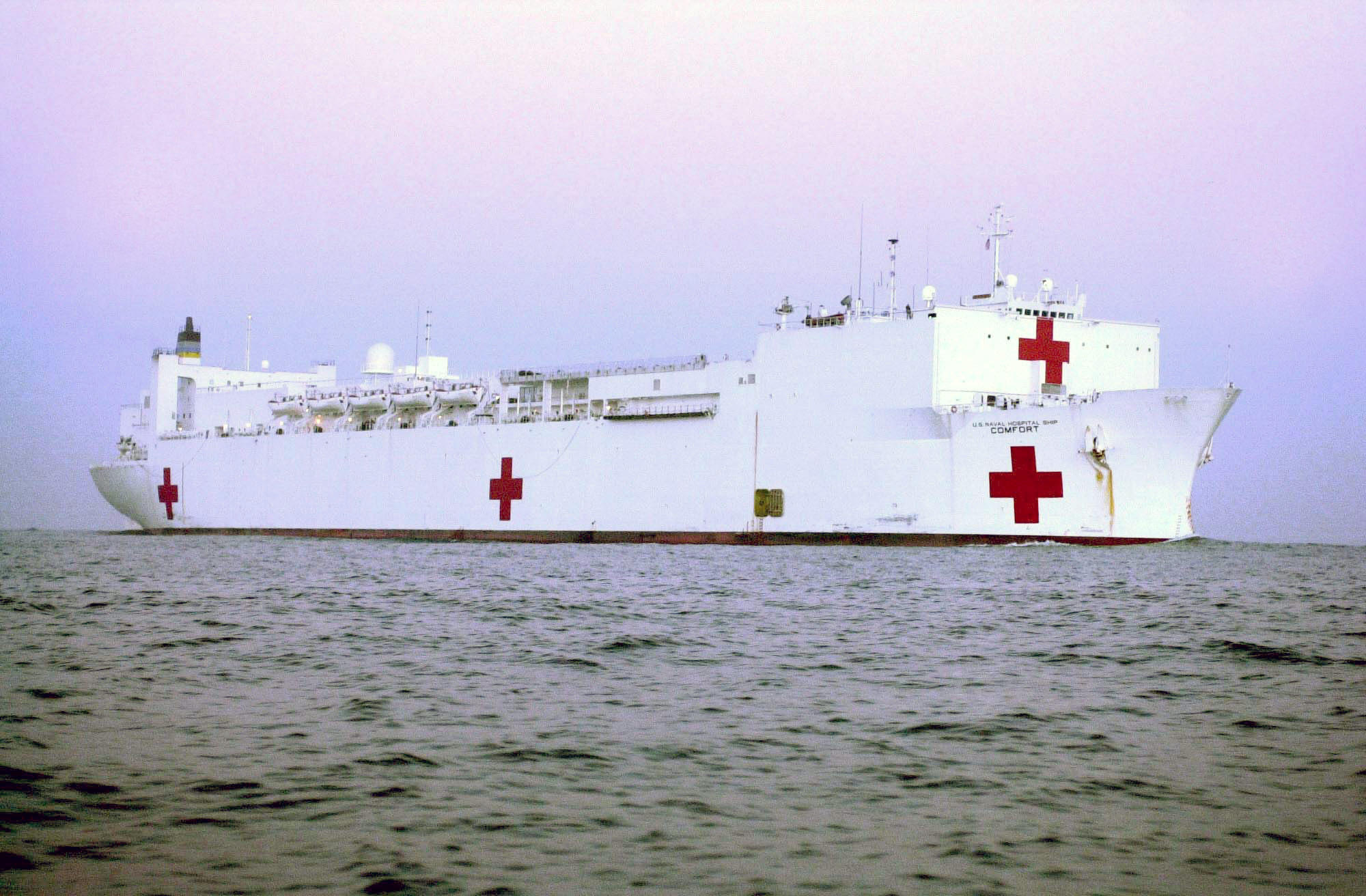
Navire-hôpital

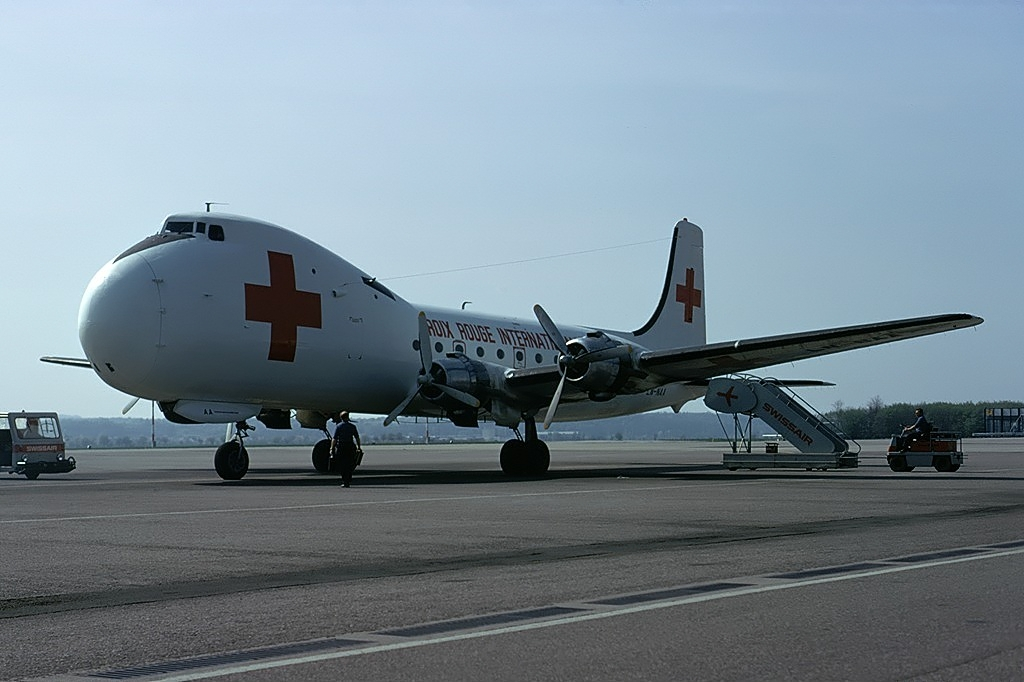
Avion Croix-Rouge

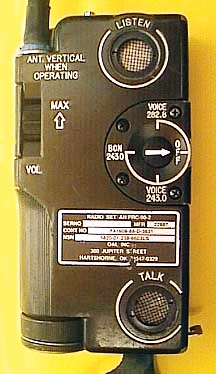
Émetteur-récepteur de radiocommunication avec les forces militaires.

La nécessité d'utiliser les radiocommunications pour annoncer et identifier les transports sanitaires est apparue pendant la Seconde Guerre mondiale. En mer, plus de 45 navires-hôpitaux et 4 navires affrétés par le Comité international de la Croix-Rouge furent coulés ou endommagés par faits de guerre : l'absence de moyens d'identification efficaces fut la cause de la plupart des attaques en surface ou sous-marines. En 1943, un navire-hôpital attaqué par des avions s'efforça de se faire identifier par radio. La station côtière de Malte retransmit le message du navire sous forme d'appel à tous (CQ) sur les fréquences internationales de détresse de 500 kc/s en radiotélégraphie et de 1 650 kc/s en radiotéléphonie (ex 2 182 kHz), mais les avions assaillants ne purent capter cette émission.
Transport sanitaire en zone de conflit
Dans une zone de combat, aux fins d'annonce et d'identification de transports sanitaires placés sous la direction d'une partie à un conflit ou d'États neutres, ou d’un navire portant secours aux blessés, aux malades et aux naufragés, le responsable du transport sanitaire doit faire transmettre les signaux d'urgence de trois groupes PAN PAN suivis par l'adjonction du seul groupe MEDICAL en radiotéléphonie.
L'expression « transports sanitaires », définie dans les Conventions de Genève de 1949 et les Protocoles additionnels, recouvre tout moyen de transport, par terre, par eau ou par air, militaire ou civil, permanent ou temporaire, affecté exclusivement au transport sanitaire placé sous la direction d'une autorité compétente d'une partie à un conflit ou d'États neutres et d'autres États non parties à un conflit armé, lorsque ces navires, ces embarcations et ces aéronefs portent secours aux blessés, aux malades et aux naufragés.
Aux fins d'annonce et d'identification de transports sanitaires qui sont protégés conformément aux Conventions de Genève du CICR susmentionnées, une transmission complète des signaux d'urgence en radiotéléphonie sur les fréquences internationales de détresse: 2 182 kHz, 156,800 MHz, les fréquences de détresse supplémentaires 4 125 kHz et 6 215 kHz, la fréquence aéronautique d'urgence 121,500 MHz, la fréquence militaire 243 MHz ou toute autre fréquence pouvant être utilisée en cas de détresse peuvent être utilisées par les transports sanitaires aux fins d'auto-identification et d'établissement des communications. La communication doit, dès que possible en pratique, être transférée sur une fréquence de travail appropriée.
L'utilisation des signaux décrits indique que le message qui suit concerne un transport sanitaire protégé. Le message doit contenir les données suivantes :
- l'indicatif d'appel ou tout autre moyen reconnu d'identification du véhicule de transport sanitaire ;
- la position du véhicule de transport sanitaire ;
- le nombre et le type de véhicules de transport sanitaire ;
- l'itinéraire prévu ;
- la durée estimée du déplacement, et les heures de départ et d'arrivée prévues, selon le cas ;
- toute autre information, telle que l'altitude de vol, les fréquences radioélectriques de veille, langues utilisées, modes et codes des systèmes de radar secondaires de surveillance.

Ces dispositions s'appliquent, s'il y a lieu, à l'utilisation des signaux d'urgence par des transports sanitaires.

L'identification et la localisation des transports sanitaires en mer peuvent être effectuées au moyen des répondeurs radar maritimes normalisés.

L'identification et la localisation des transports sanitaires par aéronef peuvent être effectuées au moyen du système de radar secondaire de surveillance (SSR), tel qu'il est spécifié à l'annexe 10 de la Convention relative à l'aviation civile internationale.

L'utilisation des radiocommunications pour annoncer et identifier les transports sanitaires est facultative.
Identification sanitaire à un aéronef hostile
La fréquence aéronautique militaire de 243 MHz est utilisée en cas de véritable urgence, c'est-à-dire dans des situations où des actions hostiles d'un avion vont être entreprises de manière imminente. Toutefois, il est aussi clair qu'une fois le premier contact établi sur la fréquence d'urgence 243 MHz, les communications devraient être transférées le plus rapidement possible sur une des fréquences de travail qui sont en général attribuées par une force militaire ou bien définies préalablement par les parties à un conflit comme la fréquence 282,800 MHz.

### Transport neutre
Dans une zone de combats, aux fins d'annonce et d'identification, le capitaine d'un navire placé sous la direction d'un État neutre à un conflit doit faire transmettre les signaux d'urgence : d'un seul groupe PAN PAN suivi par l'adjonction du seul groupe NEUTRAL en radiotéléphonie sur les fréquences internationales de détresse: 2 182 kHz, 156,800 MHz, sur les fréquences de détresse supplémentaires 4 125 kHz et 6 215 kHz, sur la fréquence aéronautique d'urgence 121,500 MHz, sur la fréquence militaire 243 MHz ou sur toute autre fréquence pouvant être utilisée en cas de détresse peuvent être utilisées par les transports sanitaires aux fins d'auto-identification et d'établissement des communications. La communication doit, dès que possible en pratique, être transférée sur une fréquence de travail appropriée.
Le message doit contenir les données suivantes :
- l'indicatif d'appel ou tout autre moyen reconnu d'identification du véhicule de transport neutre ;
- la position du véhicule de transport neutre ;
- le nombre et le type de véhicules de transport neutre ;
- l'itinéraire prévu ;
- la durée estimée du déplacement, et les heures de départ et d'arrivée prévues, selon le cas ;
- toute autre information, les fréquences radioélectriques de veille, langues utilisées, modes et codes des systèmes de radar secondaires de surveillance.

## Bande des475kHz

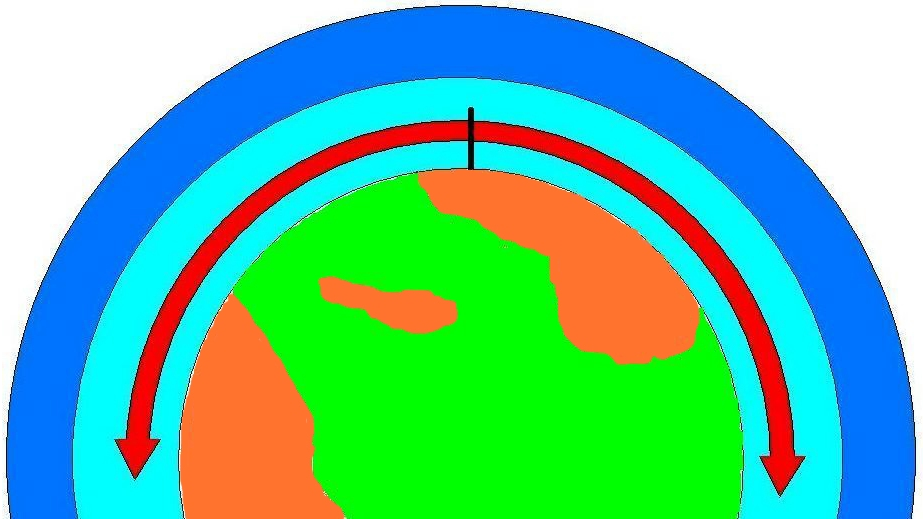
La propagation par l'onde de sol sur la surface de la Terre.

L’attribution de la bande 472 à 479 kHz désignée aussi par sa longueur d'onde de 630 mètres au service radioamateur, afin de mettre au point des systèmes à onde de sol fiables pour les secours en cas de catastrophe et de disposer de fréquences pour des expériences de traitement numérique des traitements du signal.
 L'antenne en T est appropriée pour émettre dans cette bande 

La bande ne doit pas être utilisé dans ces pays: Algérie, Arabie saoudite, Azerbaïdjan, Bahreïn, Biélorussie, Chine, Comores, Djibouti, Égypte, Émirats arabes unis, Russie, Irak, Jordanie, Kazakhstan, Koweït, Liban, Libye, Mauritanie, Oman, Ouzbékistan, Qatar, Syrie, Kirghizistan, Somalie, Soudan, Tunisie et Yémen; car l'utilisation de la bande comprise de 415 kHz à 526,5 kHz est exclusive aux services maritime et aéronautique et ceci doit être pris en considération par les pays autorisant une telle utilisation.

### Filmographie
- Si tous les gars du monde, une fiction illustrant la participation des radioamateurs dans une opération de sauvetage en mer.